# Impero assiro
L'Impero assiro o Regno neo-assiro (denominazione ufficiale: cuneiforme assiro:  mat Aš-šur KI, "Paese della città del dio Aššur"; anche foneticamente  mat Aš-šur) è stata un'entità politica formatasi in Mesopotamia nell'Età del ferro, esistita dal 911 al 612 a.C.
Gli Assiri misero in pratica le prime tecniche di governo imperiale, molte delle quali divennero standard negli imperi successivi, e furono i primi ad armare sistematicamente con armi di ferro le proprie truppe (vedi esercito assiro) oltre che ad impiegare tattiche militari avanzate ed efficaci. Grazie alle conquiste di Adad-nirari II alla fine del X secolo a.C., l'Assiria divenne lo Stato più potente del mondo allora conosciuto, arrivando a dominare il Vicino Oriente antico, il Mediterraneo orientale, l'Asia Minore, il Caucaso, parti della penisola arabica e del Nord Africa, eclissando e conquistando rivali come Babilonia, Elam, Persia, Urartu, Lidia, Medi, Frigi, Cimmeri, Israele, Giuda, Fenicia, Caldea, Canaan, Arabi ed Egitto kushita.
L'Impero neo-assiro succedette al Regno paleo-assiro (2025-1378 a.C. circa) e al Regno medio-assiro (1365-934 a.C.) della tarda età del bronzo. Durante questo periodo, l'aramaico divenne lingua ufficiale dell'impero insieme al più antico accadico.
Alla morte di Assurbanipal (631 a.C.), l'impero iniziò a disintegrarsi a causa di una serie brutale e incessante di guerre civili interne all'Assiria. Nel 616 a.C., Ciassare, re dei Medi e dei Persiani, si alleò con Nabopolassar, sovrano dei Babilonesi e dei Caldei, e con gli Sciti e i Cimmeri contro l'indebolitasi Assiria. Alla caduta di Harran (609 a.C.), i Medo-Babilonesi sconfissero un'alleanza assiro-egizia, dopo di che l'Assiria cessò d'esistere come Stato indipendente. Sebbene l'impero fosse caduto, la storia assira continuò: ancora oggi degli assiri vivono in Iran, Iraq e altrove.

## Premesse storiche

### Il Regno paleo-assiro
L'Assiria era originariamente un regno accadico evolutosi tra XXV e XXIV secolo a.C.. I primi re assiri, come Tudiya, erano governanti relativamente minori e dopo la fondazione dell'Impero di Akkad da parte di Sargon (che unì tutti i popoli di lingua accadica e sumera della Mesopotamia sotto un unico scettro per due secoli, dal 2334 al 2154 a.C.) ne divennero vassalli.
Come nazione urbanizzata di lingua accadica, l'Assiria emerse a metà del XXI secolo a.C. alla dissoluzione dell'Impero accadico. Nel periodo antico assiro della prima età del bronzo, l'Assiria fu un regno della Mesopotamia settentrionale (odierno Iraq settentrionale) in competizione per la supremazia con gli Hatti e gli Hurriti in Anatolia e con le antiche città-stato sumero-accadiche (Isin, Ur e Larsa) prima e successivamente con Babilonia (fondata dagli Amorrei nel 1894 a.C. e poi passata ai Cassiti). Durante il XX secolo a.C., l'Assiria stabilì colonie in Anatolia e, sotto il re Ilushuma, condusse vittoriose incursioni contro gli Stati del sud.
L'Assiria cadde poi sotto il controllo del capace capo-tribù amorreo Shamshi-Adad I (c. 1809-1776 a.C.) che installò i suoi figli come re-fantoccio a Mari ed Ekallatum. L'Assiria subì poi brevi periodi di dominazione babilonese e mitannica rispettivamente nel XVII e XV secolo a.C., seguiti da un altro periodo di potere dal 1365 a.C. al 1074 a.C., con i regni di Ashur-uballit I, Tukulti-Ninurta I (1244–1208 a.C.) e Tiglatpileser I (il cosiddetto "regno medio-assiro").

### Il regno medio-assiro

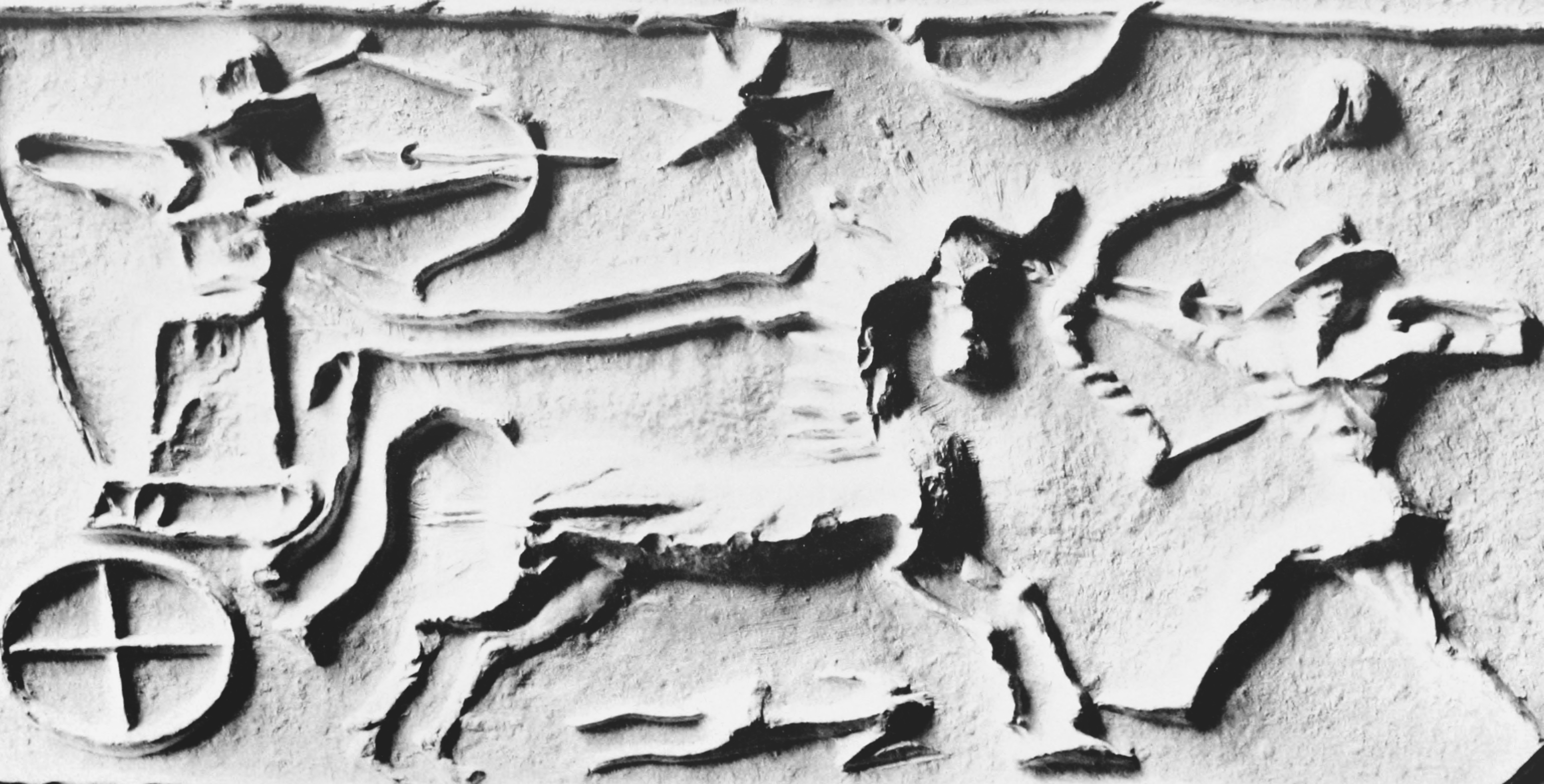
Sigillo medio assiro. 1400-1100 a.C.

Ashur-uballit estese il controllo assiro sulle ricche terre agricole di Ninive e Arbela a nord. Tiglatpileser controllò le redditizie rotte carovaniere che attraversavano la Mezzaluna fertile dal Mediterraneo al Golfo Persico. Gran parte delle campagne militari di Tiglatpileser e successori furono dirette contro le tribù aramaiche della Siria che premevano sui centri assiri ed entro la fine del II millennio a.C. aveva portato alla perdita di gran parte del territorio assiro nell'Alta Mesopotamia.
Dopo la morte di Tiglatpileser I (1076 a.C.), l'Assiria ristagnò per 150 anni. Il periodo dal 1200-900 a.C. fu un'età oscura per tutte le regioni del Vicino Oriente, del Nordafrica, del Caucaso, del Mediterraneo e dei Balcani, con grandi sconvolgimenti e movimenti di massa di persone. L'Assiria fu però in una posizione più vantaggiosa in questo periodo rispetto a potenziali rivali come l'Egitto, la Babilonia o l'Elam.

## Storia

### Adad-nirari II e Assurnasirpal II (911-859 a.C.)

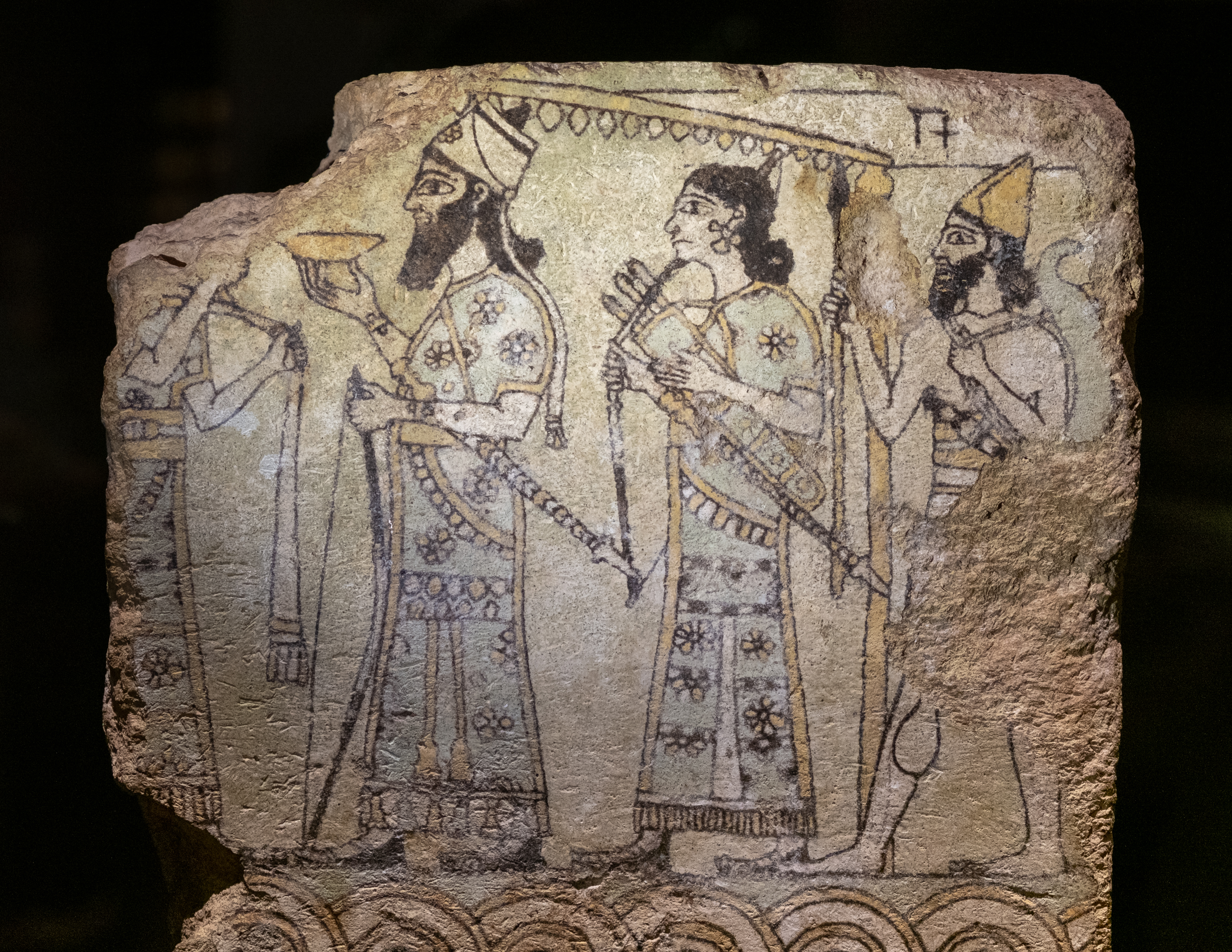
Sovrano assiro, forse Assurnasirpal II, accompagnato da assistenti militari. Piastrella smaltata, palazzo nord-occidentale, Nimrud, 875-850 a.C.

A partire dalle campagne di Adad-nirari II, l'Assiria divenne nuovamente una grande potenza, rovesciando infine la XXV dinastia egizia e conquistando Elam, Urartu, Media, Persia, Mannea, Gutium, Fenicia / Cananea, Penisola arabica, Regno di Israele, Regno di Giuda, Filistea, Edom, Moab, Samarra, Cilicia, Cipro, Caldea, Regno nabateo, Regno di Commagene, Dilmun, Shutu e i Neo-Ittiti ; cacciando Nubiani, Kushiti ed Etiopi dall'Egitto; sconfiggendo i Cimmeri e gli Sciti; esigendo tributi dalla Frigia tra gli altri. Adad-nirari II e successori condussero campagne annuali con un esercito eccezionalmente ben organizzato. Aree precedentemente sotto vassallaggio nominale furono conquistate ed Aramei e Hurriti furono deportati in massa. Adad-nirari II attaccò e sconfisse due volte Shamash-mudammiq di Babilonia, annettendo una vasta area di terra a nord del fiume Diyala e le città di Hīt e Zanqu nella Mesopotamia centrale, e mosse guerra anche al suo successore Nabu-shuma-ukin I. Gli successe Tukulti-Ninurta II (regno 890-884 a.C.) che consolidò ulteriormente la posizione dell'Assiria e si espanse verso nord in Anatolia e sui monti Zagros (attuale Iran).
Il successivo regno di Assurnasirpal II (883-859 a.C.) fu caratterizzato da forte espansionismo. L'Assiria recuperò allora gran parte del territorio che aveva perso intorno al 1100 a.C. (fine dell'Impero medio-assiro). Anche Ashurnasirpal II invase gli Zagros, reprimendovi una rivolta dei Lullubi e dei Gutei. Gli Assiri iniziarono a vantarsi della loro spietatezza in questo periodo. Ashurnasirpal II trasferì la capitale nella città di Kalhu (Calah / Nimrud): i palazzi, i templi e gli altri edifici da lui innalzati testimoniano un notevole sviluppo della ricchezza e dell'arte. Assurnasirpal II introdusse una politica di deportazioni di massa dei conquistati che venne amplificata dal figlio e successore Salmanassar III.

### Da Salmanassar III ad Adad-nirari III (859-783 a.C.)

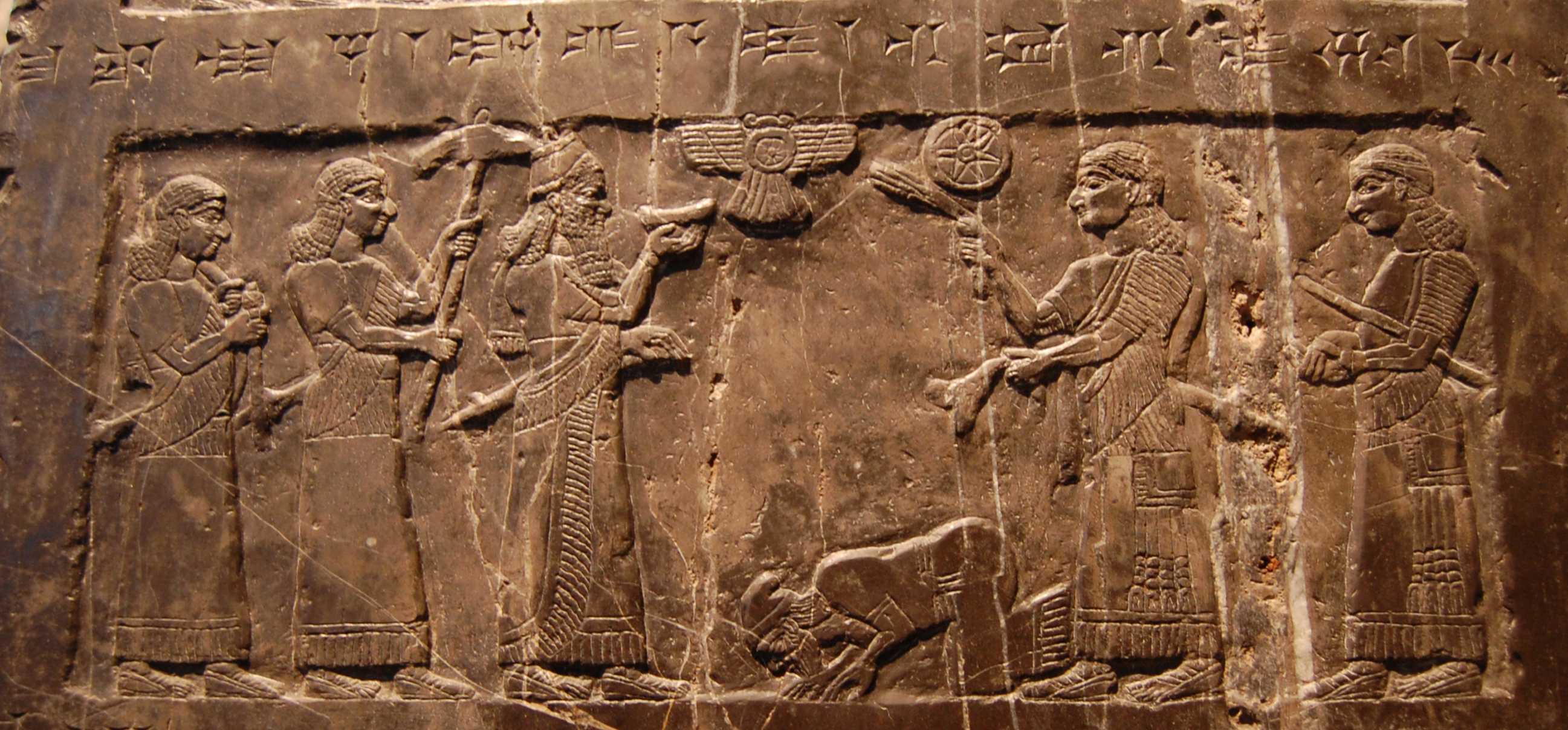
Salmanassar III riceve il tributo di "Jehu del popolo della terra di Omri [Israele settentrionale]" (accadico 𒅀𒌑𒀀 𒈥 𒄷𒌝𒊑𒄿) - Obelisco nero, circa 840 a.C.

Il figlio di Ashurnasirpal, Salmanassar III (regno 859-824 a.C.), governò per 35 anni durante i quali la capitale fu trasformata in una piazza d'armi. Ogni anno gli eserciti assiri marciavano alla guerra. Babilonia fu occupata e ridotta a vassallaggio. Combatté contro Urartu e marciò contro un'alleanza di stati aramei guidati da Hadadezer di Aram-Damasco includente anche Acab di Israele, affrontandoli nella battaglia di Qarqar (853 a.C.) Nonostante Salmanassar si vantò di aver "sconfitto l'opposizione", sembra che la battaglia si sia conclusa in uno stallo, con le forze assire ritiratesi subito dopo.
Salmanassar conquistò lo stato neo-ittita di Karkemiš nell'849 a.C. e nell'842 a.C. marciò contro Hazael di Aram-Damasco, assediando la città e imponendole tributi ma senza conquistarla. Nell'841 a.C. costrinse al tributo anche Jehu d'Israele e gli stati fenici di Tiro e Sidone. Il suo Obelisco nero a Kalhu registrò molte delle imprese militari del suo regno.
Gli ultimi quattr'anni di vita di Salmanassar furono turbati dalla ribellione del figlio maggiore Ashur-nadin-aplu che quasi si rivelò fatale per l'Assiria. Ventisette città, tra cui Assur, Arbela e Arrapha (Kirkuk), apporggiarono il ribelle, mossosi contro i governatori che avevano approfittato della debolezza del vecchio re per insignorirsi. La rivolta fu stroncata con difficoltà da Shamshi-Adad V, il secondo figlio di Salmanassar, che gli succedette alla sua morte (824 a.C.)
La lunga e aspra guerra civile aveva permesso ai Babilonesi a sud, ai Medi, ai Mannei, ai Persiani a nord e ad est, agli Aramei e ai Neo-ittiti a ovest di emanciparsi dall'Assiria, così Shamshi-Adad spese il suo regno a riaffermare il controllo su quei popoli. Anche Urartu profittò dell'occasione per riaffermare la sua influenza sull'Armenia. Adad-nirari III era un ragazzo quando successe al padre nell'811 a.C. e per i cinque anni successivi fu sua madre Sammuramat (raffigurata anche come Semiramide) a governare in sua vece. Nonostante le numerose leggende riguardanti questa regina, è menzionata poco nei documenti assiri dell'epoca.
Nell'806 a.C., Adad-nirari prese le redini del potere. Invase il Levante e soggiogò Aramei, Fenici, Filistei, Israeliti, Neo-Ittiti ed Edomiti. Entrò a Damasco e impose un tributo al suo re Ben-Hadad III. Si volse poi all'Iran e soggiogò Persiani, Medi e Mannei, penetrando fino al Mar Caspio. Conquistò e ridusse poi a vassallaggio i Caldei e i Suțu nella Bassa Mesopotamia.

### La stagnazione del 783-745 a.C.
Adad-nirari III morì prematuramente nel 783 a.C. e questo portò ad un periodo di vera stagnazione. Salmanassar IV (regno 783-773 a.C.) sembra aver esercitato poca autorità, tanto che una vittoria su Argishtis I di Urartu a Til Barsip, è accreditata al suo Turtanu Šamši-ilu che non si preoccupò nemmeno di menzionare il suo re. Šamši-ilu ottenne altre vittorie su Aramei e Neo-Ittiti e sempre se ne attribuì il merito senza citare il re. Anche Assur-dan III, al trono nel 772 a.C., si rivelò un sovrano effimero, oggetto di ribellioni interne nelle città di Assur, Arrapha e Guzana ed incapace di espandersi ai danni di Babilonesi e Aramei. Il suo regno è stato anche segnato dalla peste e da una minacciosa eclissi solare. Assur-nirari V divenne re nel 754 a.C. ma anche il suo regno sembra essere stato in rivolta permanente né pare il sovrano vi abbia mai posto rimedio di prima persona, rimanendo sempre a Ninive prima di essere deposto da Tiglatpileser III nel 745 a.C.

### Tiglatpileser III (744-727 a.C.)

Deportazione degli israeliti dall'impero assiro

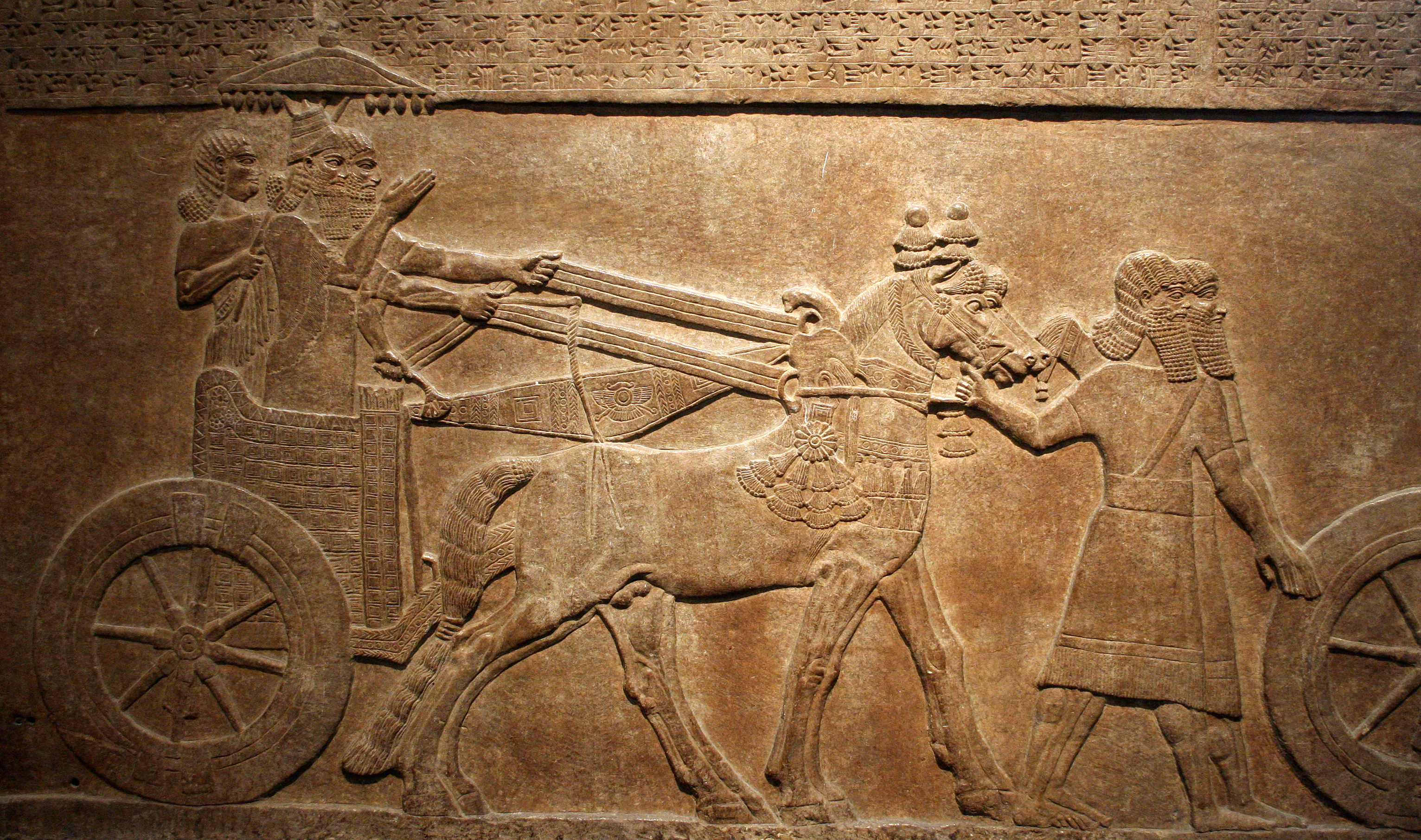
La conquista della città di Astartu (nella terra del re Og di Bašan, a est del Giordano) da parte del re assiro Tiglatpileser III circa 730-727 a.C. - rilievo oggi al British Museum.

Quando Tiglatpileser III salì al trono, l'Assiria era alle prese con una rivoluzione. Guerra civile e pestilenza devastavano il paese. Molte delle colonie settentrionali dell'impero in Asia Minore erano state occupate da Urartu. Nel 746 a.C., la città di Kalhu si unì ai ribelli ma il 13 di Iyyar l'anno successivo, il Turtanu Pulu s'impadronì della corona con il nome di Tiglatpileser III e apportò cambiamenti radicali al governo assiro, migliorandone l'efficienza e la sicurezza.
Le province conquistate furono organizzate con un'elaborata burocrazia che aveva nel re il suo vertice: ogni distretto pagava un tributo fisso e forniva un contingente militare. Le forze assire in questo momento divennero un esercito permanente professionale. La politica assira fu da lì in avanti volta a sottomettere l'intero mondo civilizzato per garantire agli Assiri il totale controllo sui commerci e le ricchezze. Questi cambiamenti sono spesso identificati come l'inizio del "Secondo Impero Assiro".
Quando Tiglatpileser III salì al trono d'Assiria, invase Babilonia, sconfisse il suo re Nabonassar e rubò i simulacri degli dei di Šapazza; questi eventi sono registrati nella Cronache babilonesi. Dopodiché, il re sconfisse Urartu e sottomise Medi, Persiani e Neo-Ittiti. Tiglatpileser III diresse poi i suoi eserciti in Aram, di cui ampie zone avevano riconquistato l'indipendenza, e contro le ricche città portuali dei Fenici. Prese Arpad vicino ad Aleppo nel 740 a.C. dopo un assedio di tre anni e rase al suolo Hama. Ozia di Giuda era stato alleato del re di Hamath e così fu costretto da Tiglatpileser a rendergli omaggio e pagare un tributo annuale.
Nel 738 a.C., regnante in Israele Menahem, Tiglatpileser III occupò la Filistea (l'odierna Israele sud-occidentale e la Striscia di Gaza ) e invase Israele, imponendole un pesante tributo. Acaz di Giuda, impegnato in una guerra contro Israele e Aramea, chiese aiuto al re assiro con doni d'oro e argento. Tiglatpileser "marciò contro Damasco, sconfisse e mise a morte re Rezin e assediò la città stessa". Lasciando parte dell'esercito a continuare l'assedio, avanzò, devastando con il fuoco e la spada le province a est del Giordano (Nabatea, Moab ed Edom), la Filistea e la Samaria; nel 732 a.C. prese Damasco deportando in Assiria molti dei suoi abitanti (insieme agli Israeliti di Samaria) e forzò al tributo gli Arabi "dei deserti".
Nel 729 a.C., Tiglatpileser III tornò a Babilonia e ne catturò il re, Nabu-mukin-zeri, facendosi incoronare "re Pulu di Babilonia". Tiglatpileser morì nel 727 a.C. e gli successe il figlio Salmanassar V. Il re Hosea d'Israele sospese il pagamento del tributo e si alleò con l'Egitto contro l'Assiria nel 725 a.C. forzando Salmanassar a invadere la Siria e assediare Samaria (capitale d'Israele) per tre anni.

### Dinastia dei Sargonidi

#### Sargon II (721-705 a.C.)

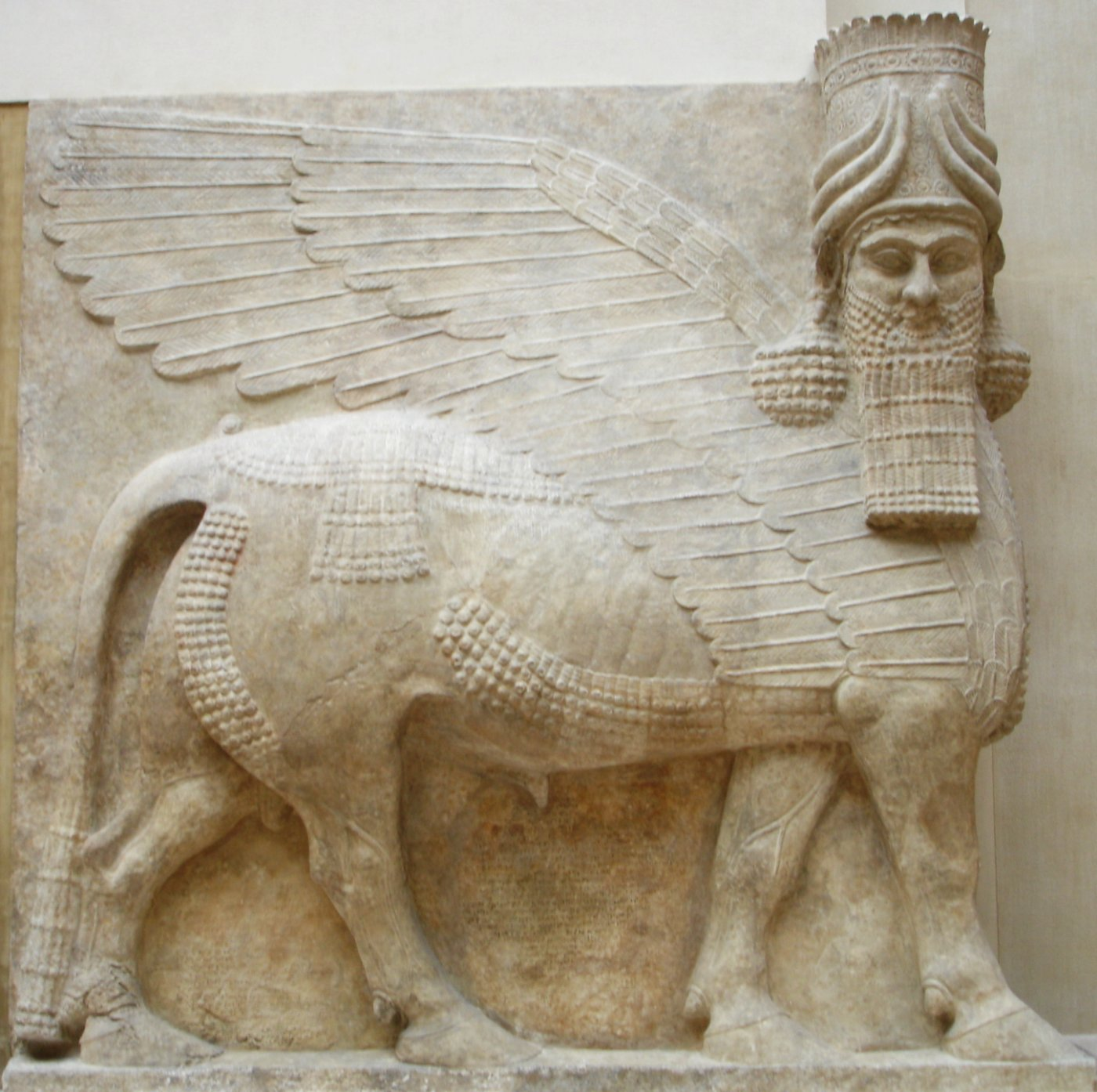
Un lamassu assiro, dal palazzo di Sargon a Dur-Sharrukin.

Salmanassar V morì improvvisamente nel 722 a.C. mentre assediava Samaria e il trono fu preso dal Turtanu Sargon II che pose rapidamente fine all'assedio prendendo Samaria, distruggendo il Regno d'Israele e deportandone 27.000 abitanti.
Sargon II dichiarò guerra nel suo secondo anno di regno (721 a.C.) al re di Elam, Humban-Nikash I, e al suo alleato Marduk-apal-iddina II (il biblico Merodach-Baladan), il sovrano caldeo di Babilonia che si era ribellato al dominio assiro ma non fu in grado di sconfiggerli. Sargon, in grado di contenere la rivolta ma non di riconquistare Babilonia, si volse nuovamente contro Urartu e l'Aramea, conquistando Karkemiš nel 717, oltre a risottomettere Medi, Persiani e Mannei penetrando nell'Altopiano iranico fino al Monte Bikni e costruire diverse fortezze. Urartu subì una sconfitta schiacciante: la sua capitale fu saccheggiata e il suo re Rusa si suicidò per la vergogna. Gli stati neo-ittiti della Siria settentrionale furono conquistati, così come la Cilicia e il Regno di Commagene.
L'Assiria fu belligerante nei confronti della Babilonia per dieci anni mentre Marduk-apla-iddina governava Babilonia. Nel 710 a.C., Sargon attaccò Babilonia e sconfisse Marduk-apla-iddina che fuggì dai suoi protettori a Elam. Come risultato di questa vittoria i governanti greci di Cipro e il re Mida di Frigia, timorosi del potere assiro, offrirono amicizia e tributi. Sargon costruì anche una nuova capitale a Dur Sharrukin (lett. "Città di Sargon") vicino a Ninive, con i tributi che l'Assiria aveva raccolto da varie nazioni.

#### Sennacherib (705-681 a.C.)

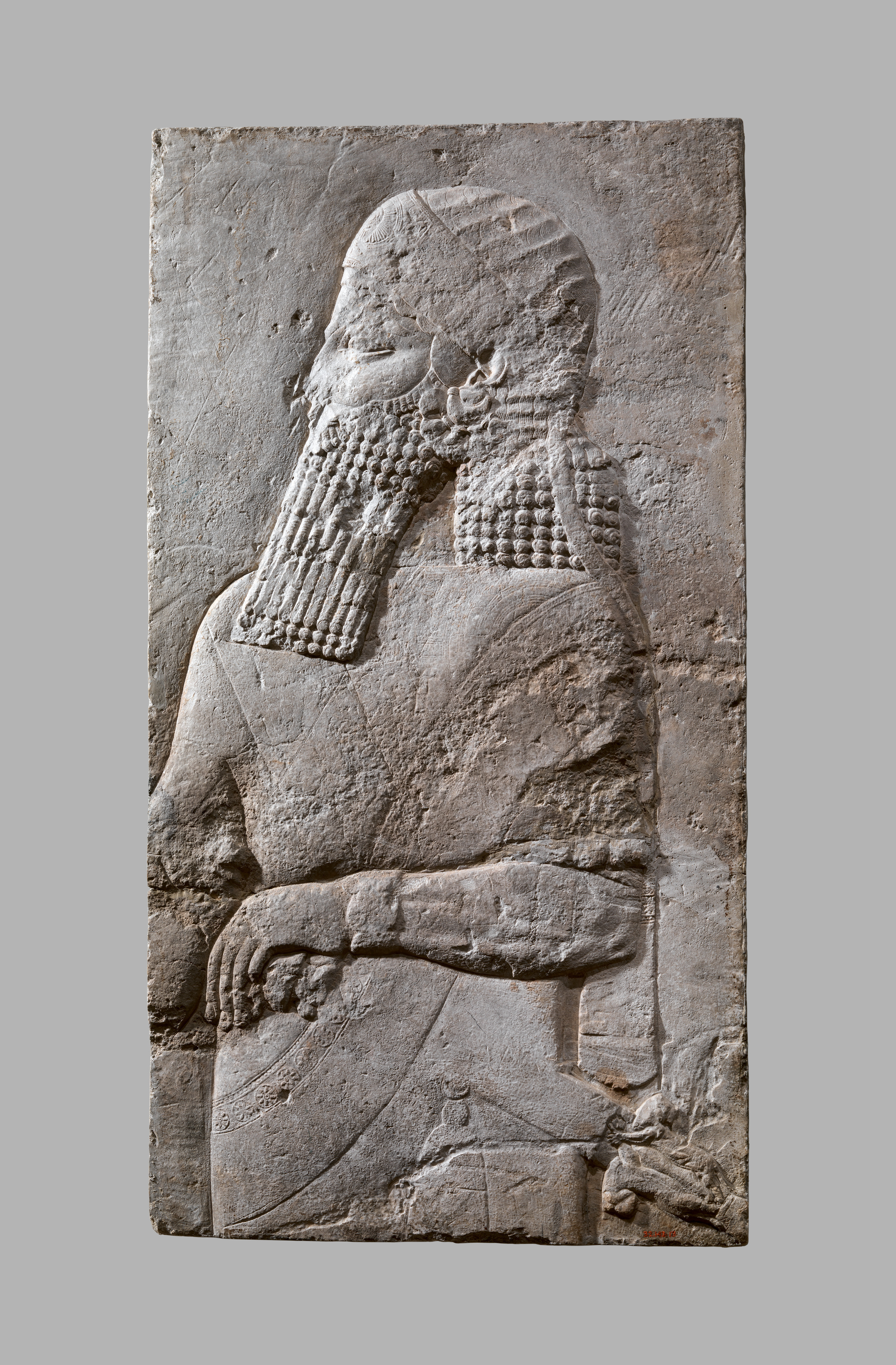
Principe ereditario assiro, ca. 704-681 a.C. Ninive, Mesopotamia. Metropolitan Museum of Art.

Nel 705 a.C., Sargon fu ucciso in battaglia mentre respingeva un'invasione dei Cimmeri ai danni delle colonie assire in Iran che aveva provocato lo spostamento di genti persiane dei dintorni di Urmia. Gli successe suo figlio Sennacherib che decise di spostare la capitale da Dur-Sharrukin a Ninive e vi costruì il suo famoso "Palazzo senza rivali", oltre ad altri abbellimenti civici quali monumenti, frutteti e giardini.
Il suo primo compito fu quello di affermare il suo controllo sulla Cilicia che stava tentando di ribellarsi con l'aiuto greco. Sennacherib sconfisse i ribelli e i loro alleati greci, riaffermando il controllo assiro sulla Gordiene in Asia Minore.
Gli egizi avevano nel frattempo iniziato ad agitare i popoli levantini nel tentativo di ottenere un punto d'appoggio nella regione, così Ezechia di Giuda, Lule di Sidone, Sidka di Ascalona e il re di Ekron si allearono all'Egitto contro l'Assiria, costringendo Sennacherib ad una campagna levantina nel 701 a.C. Sennacherib attaccò i ribelli, conquistando Ascalona, Sidone ed Ekron, sconfiggendo gli egizi e allontanandoli dalla regione. Marciò verso Gerusalemme, distruggendo 46 città e villaggi (inclusa la città di Lachish, fortemente difesa) sul suo cammino, ma non la conquistò. Esattamente cosa accadde non è chiaro: la Bibbia dice che un angelo del Signore uccise 185 000 soldati assiri a Gerusalemme dopo che Ezechia aveva pregato nel tempio; il racconto di Sennacherib dice che Giuda gli pagò un tributo e se ne andò. La Bibbia afferma che Ezechia pagò un tributo una volta, e gli Assiri se ne andarono ma tornarono una seconda volta quando i soldati furono poi uccisi; tuttavia ciò che è certo è che Sennacherib non riuscì a catturare effettivamente Gerusalemme.
Marduk-apla-iddina era tornato in Babilonia durante il regno di Sennacherib. Il re assiro lo attaccò nel 703 a.C. fuori Kish e lo sconfisse. Sennacherib attaccò Babilonia, inseguì Marduk-apla-iddina per la Mesopotamia ed installò un re-fantoccio, Bel-ibni, a Babilonia. Bel-ibni, tuttavia, si rivelò infedele, quindi Sennacherib tornò a Babilonia nel 700 a.C. e catturò lui e i suoi ufficiali, affidando il trono babilonese a suo figlio Ashur-nadin-shumi.
Sennacherib lanciò una campagna contro Elam nel 694 a.C. e ne devastò le terre. Per rappresaglia, gli Elamiti attaccarono Babilonia, catturarono e deportarono Ashur-nadin-shumi e misero Nergal-ushezib sul trono babilonese. Gli Assiri tornarono l'anno successivo in Mesopotamia e saccheggiarono Uruk. Nergal-ušezib e i suoi alleati elamici furono sconfitti e lui fu fatto prigioniero e trasportato in Assiria ma un altro sovrano nativo, chiamato Mushezib-Marduk, prese il trono di Babilonia e resistette a Sennacherib fino al 689 a.C., quando il Saergonide conquistò la città, radendola al suolo, allagandone il sito e disperdendone gli abitanti.
Nel 681 a.C., Sennacherib fu assassinato mentre pregava il dio Nisroch da uno o più dei suoi figli (Adremelech, Abimlech e Sharezer), forse come punizione per la sua distruzione di Babilonia.

#### Esarhaddon (681-669 a.C.)

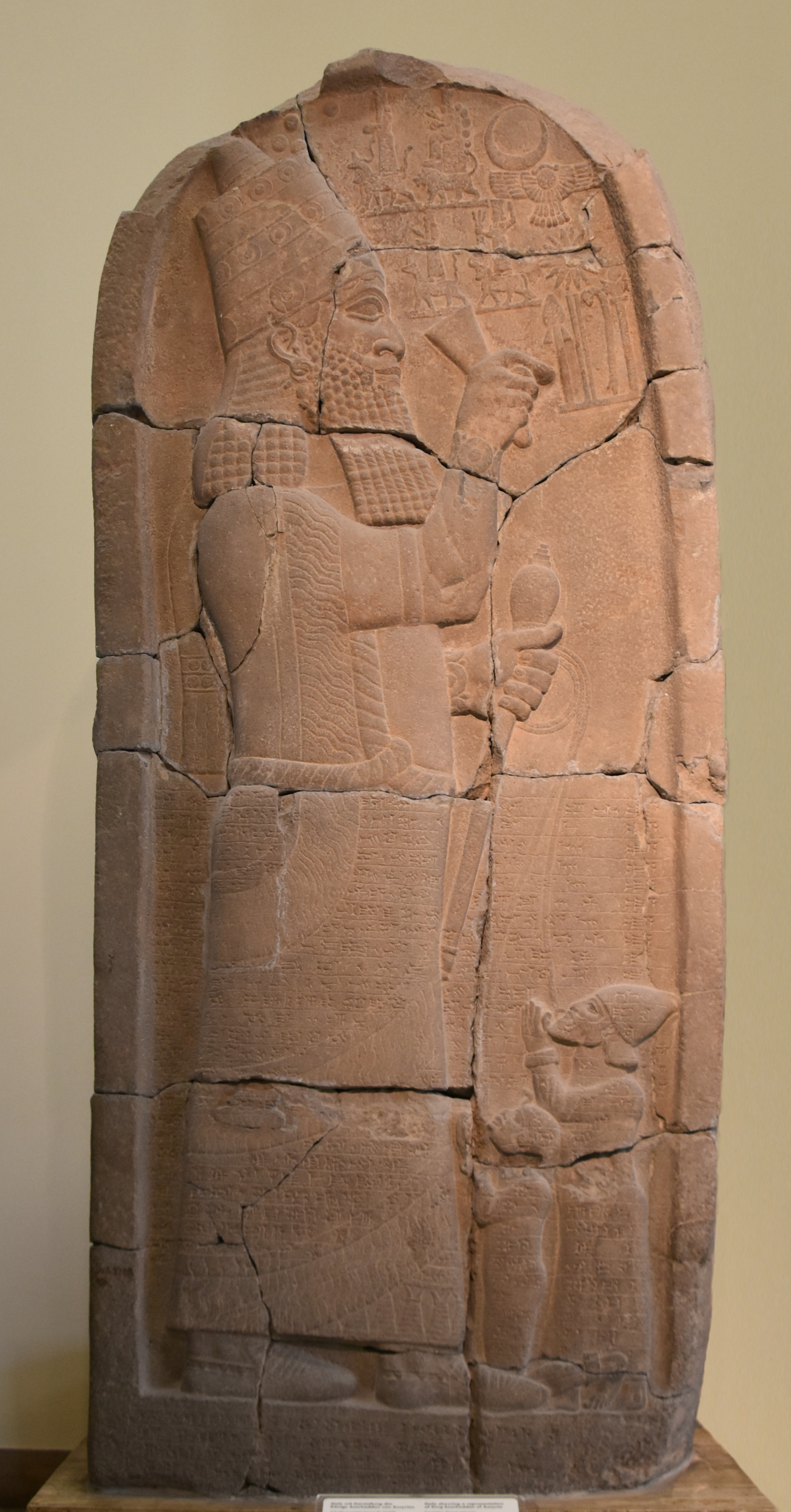
La stele della vittoria di Esarhaddon fu eretta per celebrare la vittoria di Esarhaddon sull'Egitto - Pergamonmuseum

A Sennacherib successe il figlio Esarhaddon che era stato governatore di Babilonia e al momento dell'omicidio di suo padre stava conducendo una campagna sulle nel Caucaso contro Urartu, ove trionfò a Malatya (Arslantepe). Durante il primo anno di governo di Esarhaddon, scoppiò una ribellione nel sud di Babilonia. Nabu-zer-kitti-lišir, governatore di etnia elamica del tappeto Tamti, con l'aiuto dei Caldei, assediò Ur ma venne sconfitto e fuggì ad Elam ove "il re di Elam lo prese prigioniero e lo passò a fil di spada"
Nel 679 a.C. i Cimmeri e gli Sciti (un'orda di cavalieri proveniente dall'attuale Russia meridionale) attraversarono i monti del Tauro e calarono sulle colonie assire in Cilicia ma Esarhaddon fu rapido a respingerli.
Come re d'Assiria, Esarhaddon fece ricostruire immediatamente Babilonia. Sconfisse Sciti, Cimmeri e Medi tornando a raggiungere il Monte Bikni, poi volse la sua attenzione a ovest verso la Fenicia, alleatasi ai nubiani/kushiti d'Egitto contro di lui, e saccheggiò Sidone nel 677 a.C. Catturò anche il re Manasse di Giuda e lo tenne prigioniero per qualche tempo a Babilonia (2 Cronache 33:11). Stanco delle ingerenze egizie, Esarhaddon fece irruzione in Egitto nel 673 a.C. Due anni dopo lanciò un'invasione su vasta scala e conquistò l'Egitto, inseguendo il faraone Taharqa fino in Nubia, ponendo così fine al dominio nubiano-kushita in Egitto e distruggendo l'Impero Kushita che era iniziato nel 760 a.C.
Le Cronache babilonesi raccontano di come l'Egitto "fu saccheggiato e i suoi dèi furono rapiti". Il faraone Taharqa fuggì dall'Egitto e una stele commemorativa della vittoria fu eretta a Sinjerli (Anatolia), a nord del Golfo d'Antiochia. La Bibbia descrive la scomparsa dell'Egitto in Isaia 20: 4-5 "Così il re d'Assiria condurrà via i prigionieri egiziani e gli etiopi prigionieri, giovani e vecchi, nudi e scalzi, anche con le natiche scoperte, per la vergogna dell'Egitto. E temeranno e si vergogneranno dell'Etiopia, loro attesa, e dell'Egitto, loro gloria".
L'Assiria sconfisse poi Urartu, annesse gran parte del suo territorio e lo ridusse a vassallaggio, e si espanse verso sud fino a Dilmun (Bahrein) e in Arabia. Fu forse la maggiore estensione territoriale dell'impero.
I governatori assiri e i governanti-fantoccio nativi installati da Esarhaddon in Egitto furono costretti alla fuga dall'irrequieta popolazione indigena bramosa d'indipendenza ora che Kushiti e Nubiani erano stati espulsi.
Una nuova campagna fu lanciata da Esarhaddon nel 669 a.C. Tuttavia, si ammalò durante il viaggio e morì. Suo figlio maggiore Shamash-shum-ukin divenne re di Babilonia e suo figlio Assurbanipal divenne re d'Assiria e suprema carica dell'impero. La statua di Marduk tornò a Babilonia dopo la cattività assira impostale da Sennacherib all'incoronazione di Shamash-shum-ukin, e la festa Akītu poté essere celebrata per la prima volta in vent'anni.

#### Assurbanipal (668-631 a.C.)

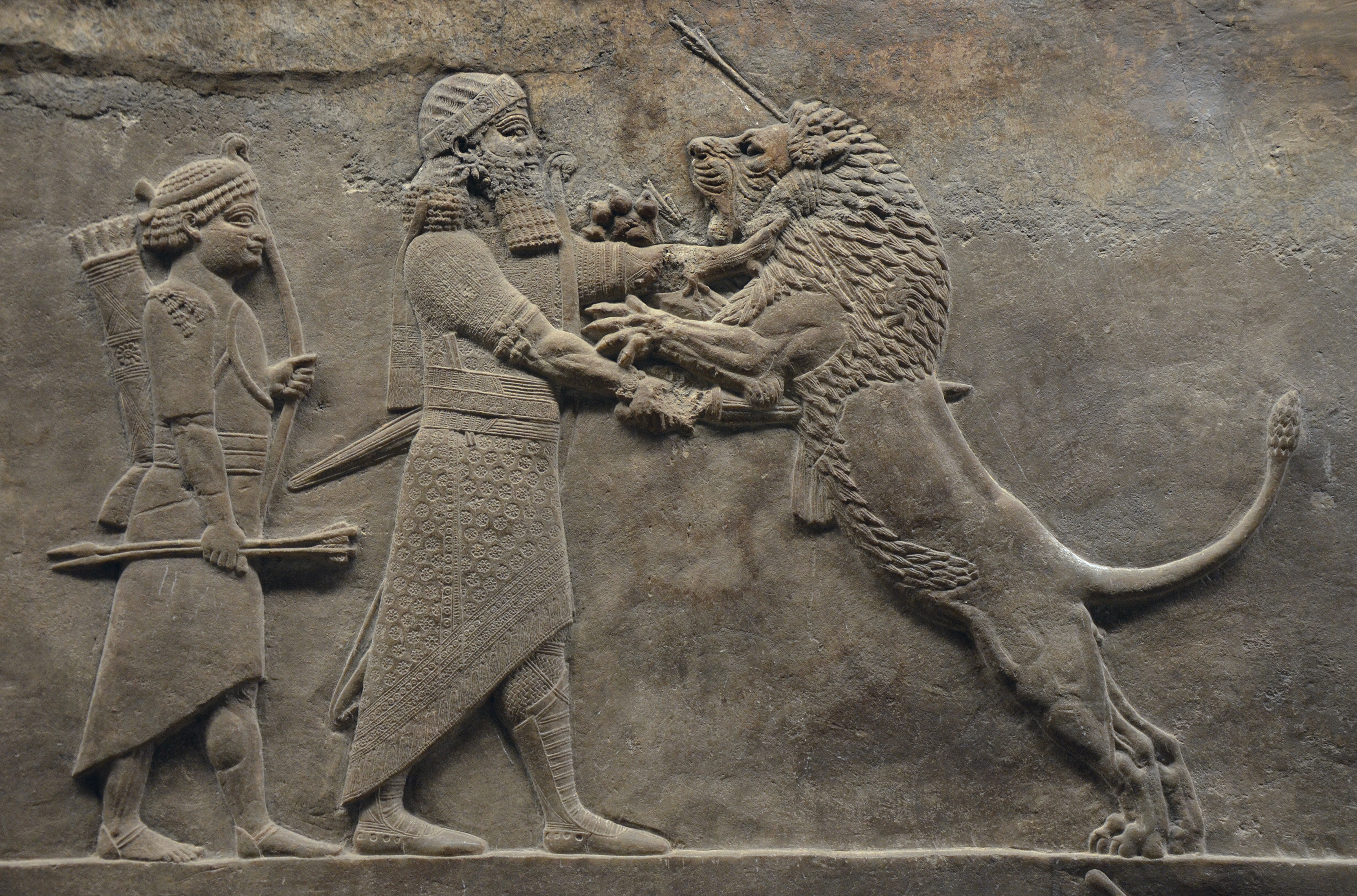
Particolare della Caccia al leone di Assurbanipal - c. 645-635 a.C.

Assurbanipal successe al trono di suo padre Esarhaddon. Continuò a controllare militarmente l'Egitto, quando non fu distratto dal contenere i Medi a est e i Cimmero-Sciti a nord dell'Assiria. Installò un faraone egizio nativo, Psammetico I, come re-vassallo nel 664 a.C. ma questi iniziò a costruirsi una rete d'alleanze autonome, cominciando con Gige di Lidia, e nel 652 a.C. fu in grado di dichiarare la totale indipendenza dall'Assiria impunemente, in particolare perché il fratello maggiore di Assurbanipal, Shamash-shum-ukin di Babilonia, aveva avviato una grande guerra civile. Il faraone mantenne però saggiamente rapporti amichevoli con l'Assiria.
Shamash-shum-ukin sollevò contro Assurbanipal una potente coalizione anti-assira ma la sua ribellione non andò oltre il 648 a.C., quando Babilonia fu saccheggiata e Shamash-shum-ukin scomparve tra le fiamme. Assurbanipal iniziò quindi a punire i ribelli caldei, arabi e nabatei. Invase la Penisola arabica e soggiogò gli arabi, inclusa la potente tribù Kedariti, riportando molto bottino a Ninive e uccidendo i re arabi Abiate e Uate. Anche i Nabatei che abitavano a sud del Mar Morto e nell'Arabia settentrionale e i Caldei nell'estremo sud-est della Mesopotamia furono sconfitti e soggiogati. Elam era il prossimo obiettivo: fu attaccata nel 646 a.C. e nel 640 a.C. la sua capitale Susa saccheggiata.

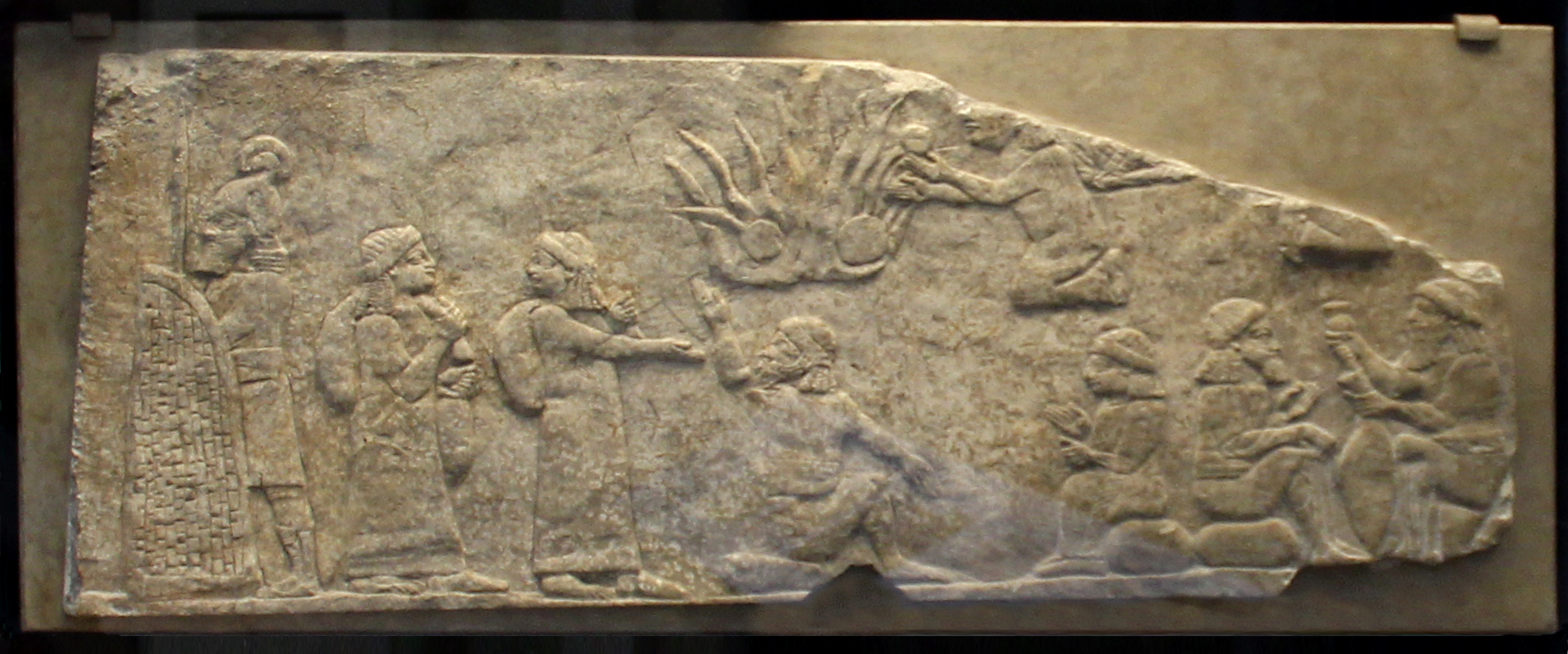
Prigionieri babilonesi sotto la guardia assira, regno di Assurbanipal 668-630 a.C., Ninive, British Museum ME 124788

Dopo lo repressione della rivolta babilonese, Assurbanipal era padrone del mondo. A est, Elam era devastato e prostrato, mentre i nomadi iranici (Mannei, Medi e Persiani) erano vassalli. A sud, Babilonia era occupata, Caldei, Arabi, Sutu e Nabatei soggiogati, l'Impero nubiano distrutto e l'Egitto rendeva omaggio. A nord, Sciti e Cimmeri erano sconfitti e in fuga, Urartu, la Frigia, la Gordiene ed i Neo-Ittiti erano vassalli, mentre la Lidia implorava la protezione assira. A ovest, Aram, la Fenicia, Israele, Giuda, Samara e Cipro erano sottomessi, mentre i greci di Caria, Cilicia, Cappadocia e Commagene rendevano omaggio.
L'Assiria sembrava ora più forte che mai. Tuttavia, la sua lunga lotta con Babilonia ed Elam e la costante campagna per controllare ed espandere il vasto impero in tutte le direzioni, l'avevano prostrata. Ricchezze e manodopera erano prosciugate: le province devastate non potevano cedere nulla per soddisfare i bisogni del tesoro imperiale ed era difficile trovare truppe fresche sufficienti a presidiare l'enorme impero.
L'Assiria, quindi, era mal preparata ad affrontare le rinnovate orde di Sciti che cominciavano a tormentare le frontiere a nord e nord-est. Dopo che gli Assiri avevano distrutto Elam, i Medi se n'erano appropriati, diventando la forza dominante tra gli Iranici (Persiani e Mannei) e alla fine del regno di Assurbanipal erano solo nominalmente sui vassalli. Gli Scito-Cimmeri dilagarono in Asia Minore, invadendo Urartu, Lidia e la Frigia, prima di essere respinti dagli Assiri. Tuttavia, finché Ashurbanipal visse, fu in grado di contenere queste potenziali minacce.

### La caduta dell'Assiria (631-609 a.C.)

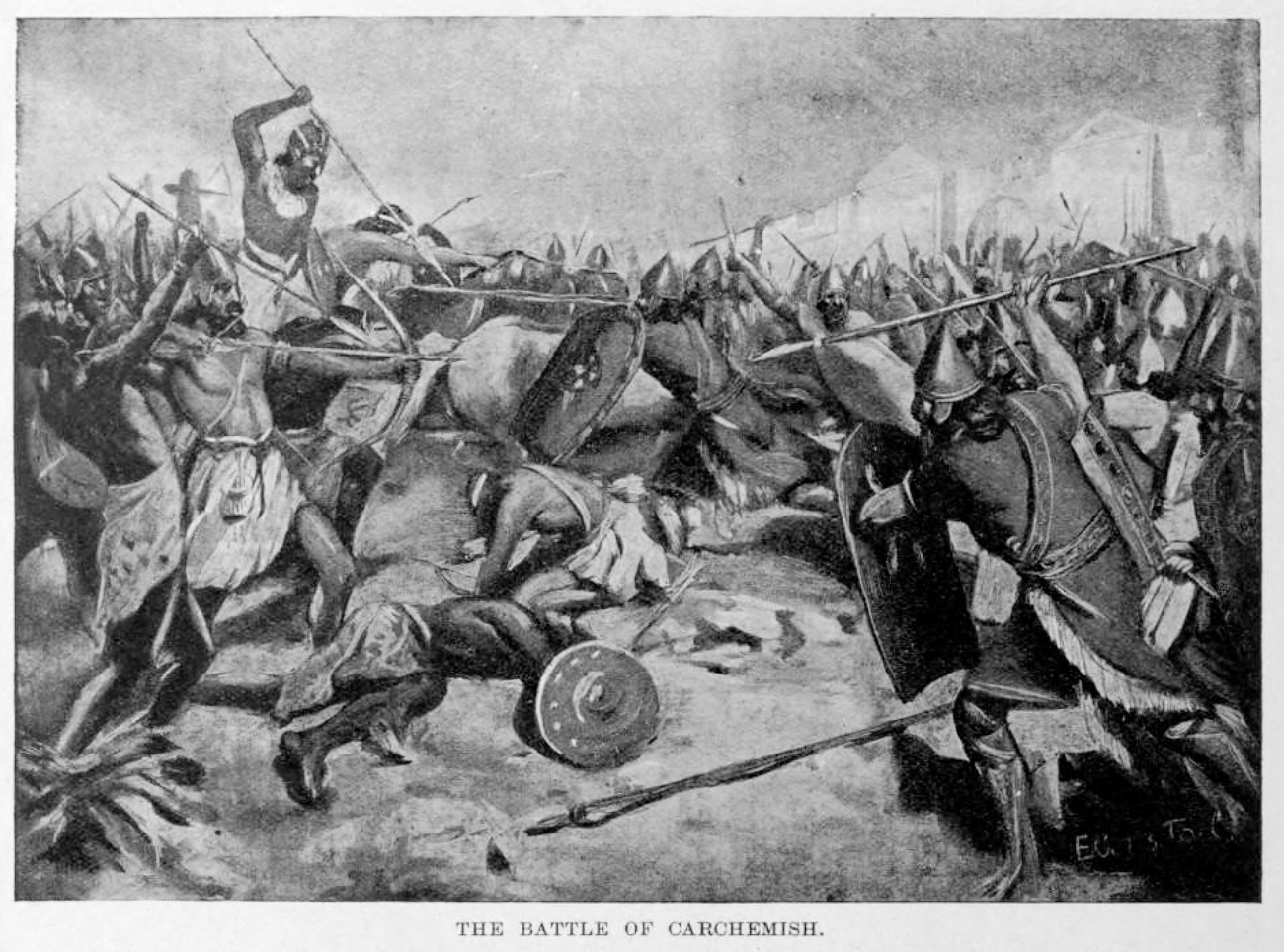
Nel 605 a.C. una forza egiziana combatté i babilonesi nella Battaglia di Karkemiš, aiutata dai resti dell'esercito assiro ma anche questa fu sconfitta.

L'impero iniziò a disintegrarsi rapidamente alla morte di Assurbanipal a causa di continue guerre civili tra i pretendenti al trono. Ashur-etil-ilani successe ad Assurbanipal ma il suo regno fu breve e gli successe nel 627 a.C. il fratello Sin-shar-ishkun. Dopo aver affrontato la rivolta del generale Sin-shumu-lishir, Sin-shar-ishkun affrontò una minaccia molto più grande. Il regno-vassallo babilonese aveva approfittato degli sconvolgimenti in Assiria per ribellarsi agli ordini del Caldeo Nabopolassar nel 625 a.C. Ne seguì l'ennesima lunga guerra mesopotamica. Nabopolassar cercò di catturare Nippur, il principale centro di potere assiro presso Babilonia, ma fu sconfitto da Sin-shar-ishkun. Tuttavia, Nabopolassar occupò Babilonia dopo una rivolta popolare e fu incoronato re nel 625 a.C.
Sin-shar-ishkun perse quindi più terreno, prima di riuscire a riconquistare Uruk nel 624 a.C. circa, solo per perderlo poco dopo. Quando Sin-shar-ishkun guidò un grande esercito a Babilonia nel 623 a.C., un'altra guerra civile assira lo distrasse. Un esercito di soccorso fu rimandato indietro dalla campagna babilonese ma cambiò schieramento, permettendo così all'usurpatore di raggiungere la capitale, Ninive, senza interferenze, e rivendicare il trono. Sin-shar-ishkun riuscì a sedare la ribellione ma perse tempo prezioso e Nabopolassar riuscì a consolidare la sua posizione.
Nel 620 a.C., Nabopolassar conquistò finalmente Nippur, diventando padrone di Babilonia. Mentre questi eventi si stavano svolgendo, i Medi si liberarono del controllo assiro consolidando il potere in quella che sarebbe diventata la Persia. Nel 616 a.C., Ciassare, il re dei Medi, strinse un'alleanza con Nabopolassar e, con l'aiuto degli Sciti e dei Cimmeri, attaccò l'Assiria. L'Assiria si trovava ora ad affrontare difficoltà schiaccianti e, dopo quattro anni di aspri combattimenti, la coalizione distrusse Ninive nel 612 a.C. Sin-shar-ishkun fu ucciso nella lotta e la caduta della capitale segnò l'inizio della fine dell'Impero Assiro.
Un generale chiamato Assur-uballit II fu dichiarato re d'Assiria, e con il supporto militare tardivo del faraone egiziano Necao II resistette ad Harran fino al 609 a.C. cercando di contenere il crescente potere della coalizione medo-babilonese.
Nel 609 a.C., nella battaglia di Megiddo, una forza egizia sconfisse re Giosia di Giudea e riuscì a raggiungere gli ultimi resti dell'esercito assiro. In una battaglia finale ad Harran nel 609 a.C., i Medo-Babilonesi sconfissero gli Egizio-Assiri e l'Assiria cessò di esistere come stato indipendente. Non è noto se Ashur-uballit II sia stato ucciso ad Harran o se sia sopravvissuto; comunque, scomparve dalle pagine della storia. Nel 605 a.C., un'altra forza egizia combatté i Babilonesi nella Battaglia di Karkemiš aiutata dai resti dell'esercito assiro ma anche questa fu sconfitta.
Alla metà del VI secolo a.C., Babilonia e Assiria divennero province del neonato Impero Persiano. Nel 520 a.C., l'Assiria fece un ultimo tentativo di riconquistare l'indipendenza con una ribellione su larga scala contro gli Achemenidi che fu però soppresso da Dario il Grande.
Sebbene gli Assiri durante abbiano distrutto la civiltà elamica, la cultura degli Assiri influenzò gli imperi successivi dei Medo-Persiani (in generale degli Indoiranici) che erano stati dominati dall'Assiria.

#### Fattori ambientali
Gli storici Schneider e Adah hanno suggerito che un aumento demografico incontrollato associato a una grave siccità ha contribuito a destabilizzare l'economica e la politica assira. I popoli conquistati venivano spesso deportati a grandi distanze e reinsediati nelle province assire per ridurre al minimo la possibilità di rivolte. La madrepatria assira aveva pertanto subito un'esplosione demografica durante la fine dell'VIII e l'inizio del VII secolo a.C. causa il reinsediamento forzato dei popoli conquistati nell'impero. Uno studio sui depositi di minerali in due stalagmiti prelevate dalla grotta di Kuna Ba dell'Iraq settentrionale, ha anche indicato un passaggio da un clima umido a uno secco tra il 675 e il 550 a.C., cosa che potrebbe aver contribuito alla caduta dell'Impero neo-assiro impoverendone le risorse.

## L'Assiria dopo la caduta dell'impero
Caduto l'impero, l'Assiria fu governata dai Medi con il nome di "Athura" per un breve periodo. Ironia della sorte, Nabonide, l'ultimo re di Babilonia, era un assiro di Harran, come suo figlio Baldassar. Dopo i Medi, l'Assiria fu governata dagli Achemenidi di Persia (contro i quali gli Assiri si rivoltarono nel 520 a.C.), dai Seleucidi di stirpe greca, poi di nuovo dai Persiani (Sassanidi e Parti) e, al tempo di Traiano, financo da Roma.
L'Assiria sopravvisse come entità quale provincia soggetta. Il nome sopravvisse in varie forme (Athura, Asuristan, Provincia Romana d'Assiria, Siria seleucide, ecc.) e i suoi confini furono riconosciuti da Persiani, Greci, Romani, Armeni, Georgiani e Bizantini. Dopo la conquista araba della fine del VII secolo d.C. la provincia d'Assiria fu definitivamente sciolta.
Anche la cultura assira sopravvisse e gli dèi assiro-babilonesi furono adorati fino al IV secolo d.C. Archiviato il 21 ottobre 2019 in Internet Archive. con templi dedicati al dio Ashur nella sua città natale ancora alla fine del III secolo d.C. Un certo numero di regni assiri (Assur, Hatra, Osrhoene e Adiabene) sorsero in Assiria tra il II secolo a.C. e il IV secolo d.C. Il cristianesimo vi prese piede tra il I e il III secolo d.C. e l'Assiria dei Parti e dei Sassanidi (Asuristan) fu il centro della Chiesa assira d'Oriente, del Cristianesimo siriaco e della letteratura siriaca (il termine "Siria" è una corruzione indoeuropea Luwiana di "Assiria" adottata dai Greci) dove ancora sopravvive.

## Ruolo dell'aramaico
Tiglatpileser III fece dell'aramaico, originariamente la lingua dei soli Aramei, la lingua franca dell'impero poiché più facile da scrivere rispetto all'accadico. I documenti più antichi raccolti dai re assiri furono tradotti dall'accadico in aramaico e quelli più recenti furono scritti in aramaico ignorando l'accadico. L'aramaico era la lingua comune delle persone e dei commercianti, mentre la lingua ufficiale del governo era l'accadico nella forma dialettale neo-assira. Nel VI secolo, l'aramaico aveva marginalizzato l'accadico così tanto che l'aramaico divenne la lingua ufficiale dell'Assiria achemenide. Uno dei fattori chiave che hanno contribuito all'uso dell'aramaico è stata l'ascesa e la caduta dell'Assiria; durante il suo governo, deportazioni, colonizzazioni e matrimoni misti aumentarono infatti i contatti tra Aramei e Assiri.
In effetti, le popolazioni dell'Assiria e di Babilonia erano diventate un miscuglio etnico di nativi accadici e aramei. Anche se l'aramaico era la lingua comune dell'impero, l'accadico continuò ad essere la lingua preferita dei reali e delle élite. I governanti, i reali e le élite furono tutti addestrati al bilinguismo entro il VII secolo a.C. Il resto dell'impero era diviso in due sette: quelle che parlavano aramaico e quelle che parlavano accadico. In generale, anche la gente comune e i commercianti erano bilingue ma l'aramaico continuò a dominare l'impero al di fuori dell'Assiria vera e propria. Quando l'Impero cadde, solo l'élite sapeva leggere e scrivere l'accadico. Il selvaggio saccheggio di Ninive e Assur, così come di numerose altre città assire, assicurò che poche di queste élite sopravvissero per tramandare la lingua ma alcune città come Arrapkha furono risparmiate dalla distruzione.
L'accadico sopravvisse alla caduta dell'Assiria: gli ultimi scritti in cuneiforme accadico datano al I secolo d.C. mentre testi accadici in scrittura aramaico/siriaca al III secolo d.C.

## Amministrazione
L'impero assiro si espanse stabilendo province e stati vassalli. Molte di queste terre erano sotto il controllo dei membri della corte del re. La maggior parte di questi uffici aveva titoli propri ed i loro detentori finirono in alcuni casi per farne il proprio nome.
Le province erano una forma di controllo territoriale ed erano costituite da città capitali, villaggi agricoli, stazioni stradali, avamposti e guarnigioni. La provincia era gestita da un governatore provinciale che aveva anche compiti militaristici come raccogliere e riportare informazioni d'intelligence militare o guidare gli eserciti in battaglia. I governatori rispondevano solo al re e ad alcuni funzionari della sua alta corte. Un sistema di comunicazione statale, costituito da mulattieri che percorrevano la strada reale con stazioni di cambio entro determinati intervalli, consentiva alla corte imperiale di comunicare in modo efficiente con i governatori. Sotto i governatori c'erano vice-governatori che sovrintendevano un certo numero di funzionari ausiliari come burocrati, scribi e contabili. Il grado più basso nel governo provinciale erano i gestori dei villaggi che per lo più supervisionavano la produzione agricola locale.
Gli stati vassalli erano sotto l'egemonia dell'Assiria, a ostentazione del dominio militare di quelle terre conquistate. Coloro che si sottomisero pacificamente rimasero relativamente autonomi e alle loro élite fu permesso di rimanere al potere. Coloro che resistettero furono rovesciati e i loro governanti sostituiti con funzionari fantoccio fedeli all'Assiria. I termini per il vassallaggio erano che lo stato vassallo doveva pagare il tributo all'Assiria sotto forma di beni, lavoro e soldati in cambio di protezione militare. La protezione fornita dall'Assiria soddisfaceva però i bisogni dell'Assiria più dei bisogni dei vassalli: l'Assiria sfruttava la minaccia ad un vassallo come pretesto per invaderne gli stati confinanti, mentre i vassalli erano spesso costretti a difendersi da soli in caso di reale pericolo.
Gli Assiri inventarono un nuovo modo di trattare con i popoli vinti: la deportazione. Dopo aver conquistato una terra, la sua gente era reinsediata in altre aree dell'impero, con l'assegnazione della terra ed il supporto logistico dello stato. Questa politica creò una popolazione uniforme, sebbene abbia prodotto alcuni focolai di dissenso. Nel VII secolo a.C., l'entourage reale comprendeva studiosi, artigiani e cantanti di Babilonia, Anatolia, Egitto e Iran.

## Esercito
L'impero assiro è stato descritto come la "prima potenza militare della storia". La Mesopotamia stessa fu il sito di alcune delle prime battaglie registrate dalla storia.
La gerarchia militare assira era tipica degli eserciti mesopotamici. Il Re, voluto dagli dèi, ne era il supremo comandante, e nominava ufficiali superiori per fare una campagna al suo posto solo se la sua presenza sul campo di battaglia poteva o doveva essere risparmiata. Fu solo a seguito dell'efficientamento della macchina amministrativa statale prima e dell'esercito poi operata da Tiglatpileser III che l'esercito assiro superò i limiti del modello mesopotamico divenendo la macchina bellica più efficiente sino ad allora esistita.
L'aspetto più importante della riforma fu l'introduzione di un esercito permanente. Esso comprendeva l'utilizzo di un grande numero di prigionieri uniti ai soldati assiri. Questi uomini potevano essere forniti dagli stati vassalli, come tributo o quando richiesti dal re assiro. Gli uomini vennero equipaggiati con uniformi e attrezzature assire per renderli indistinguibili gli uni dagli altri, forse per aumentarne la loro integrazione. Mentre la fanteria, nell'esercito permanente, comprendeva un gran numero di stranieri (compresi Aramei e anche Greci), la cavalleria e gli equipaggi dei carri continuarono ad essere dominate da Assiri. Vi erano comunque delle eccezioni e all'aumentare delle vittime ogni nuovo uomo era benvenuto: Sargon II sostenne di aver incorporato 60 Israeliti negli equipaggi dei suoi carri.
L'impero neo-assiro utilizzò varie tipologie di navi da guerra e svariate macchine d'assedio.

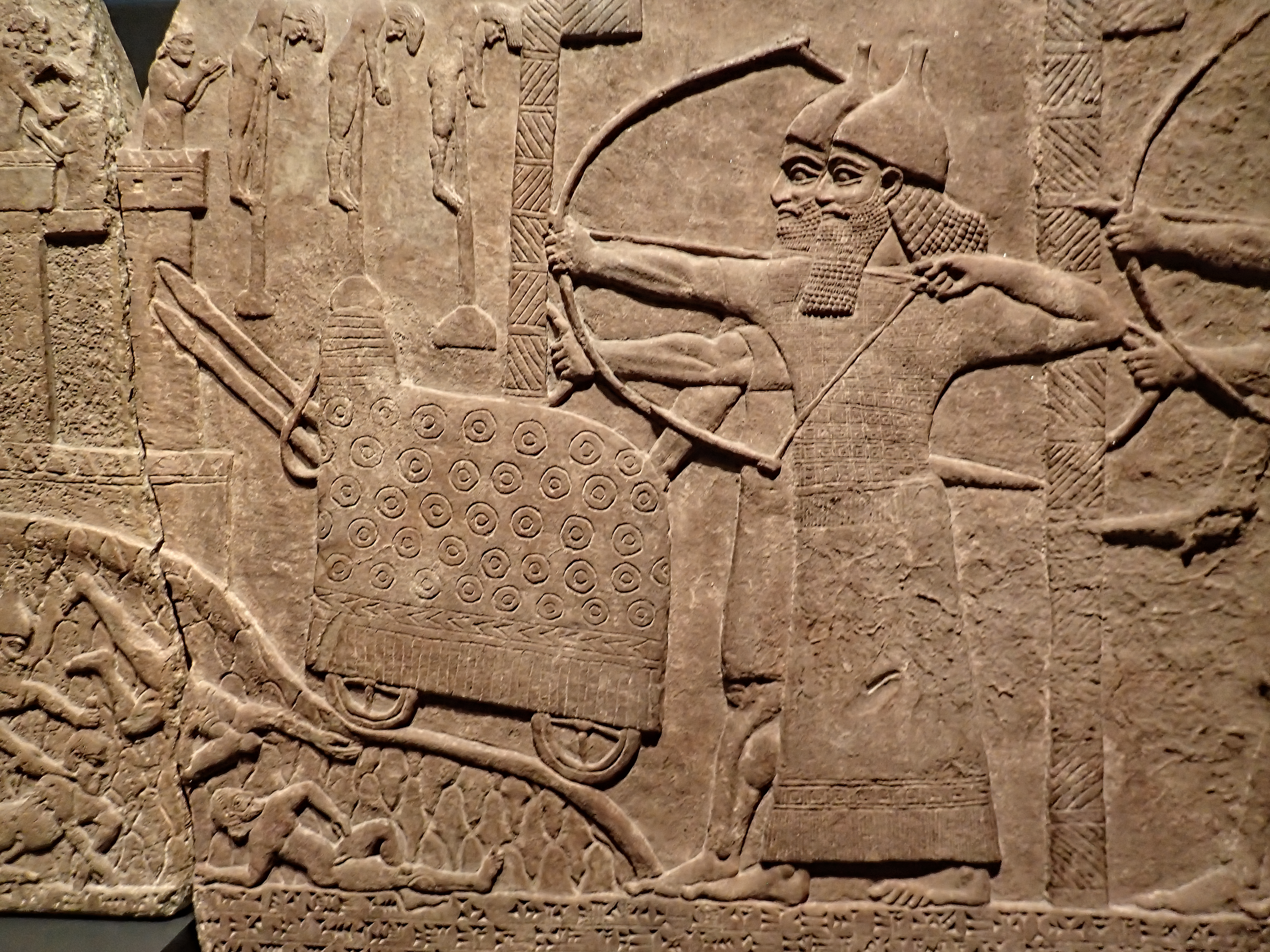
Tiglathpileser III assedia una città con macchine d'assedio
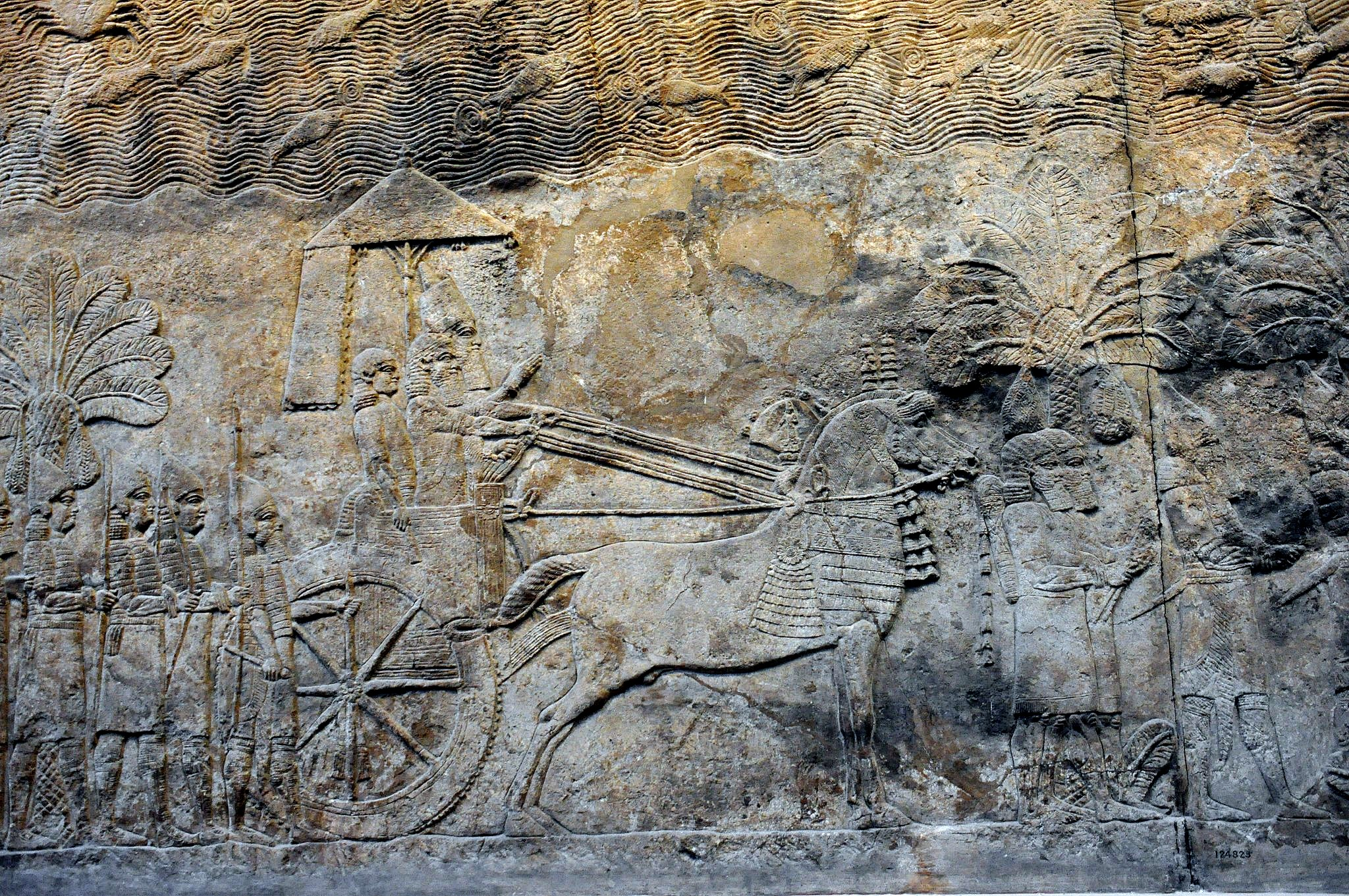
Re assiro su un carro
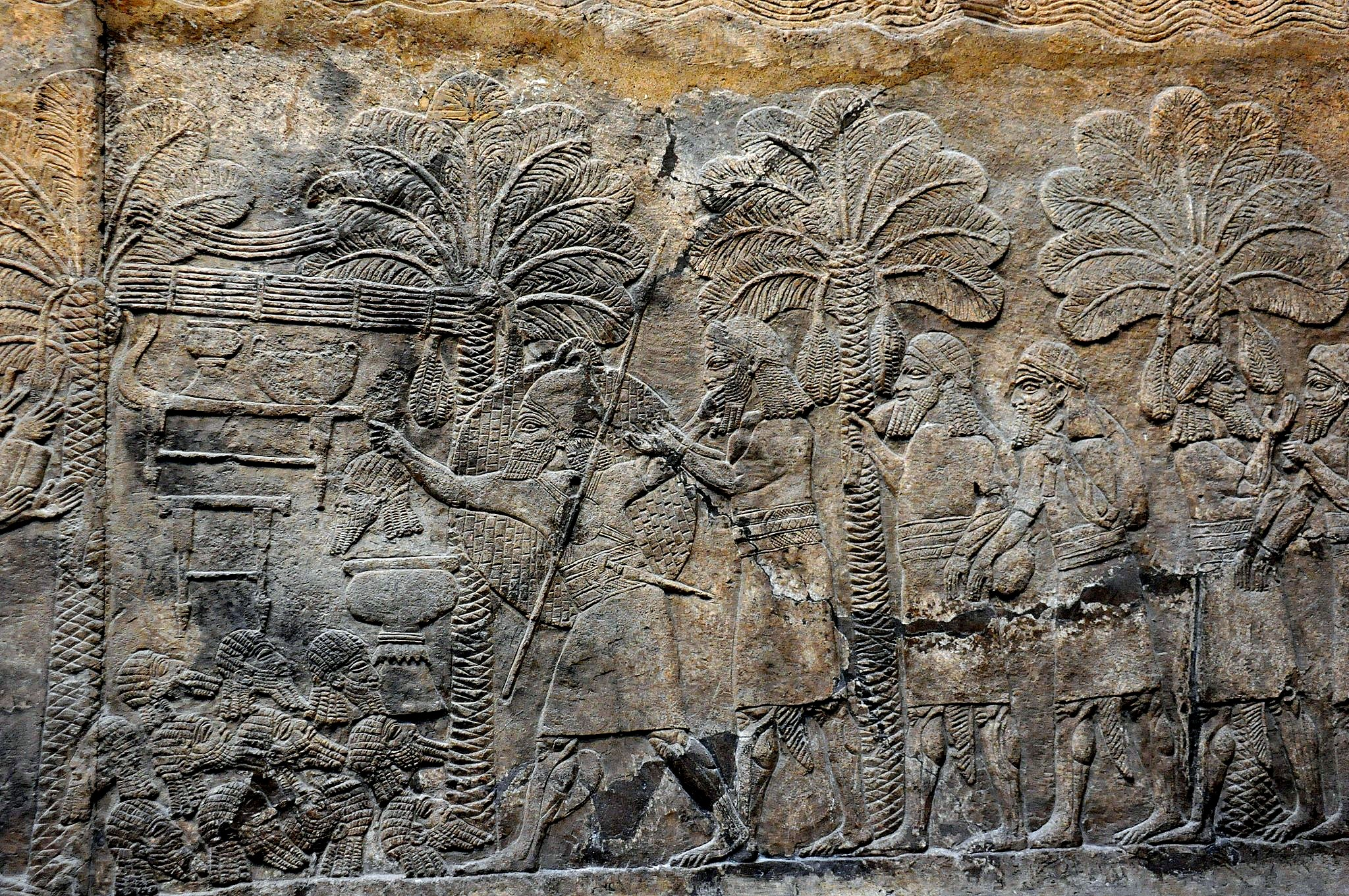
Militari assiri nella Meospotamia meridionale
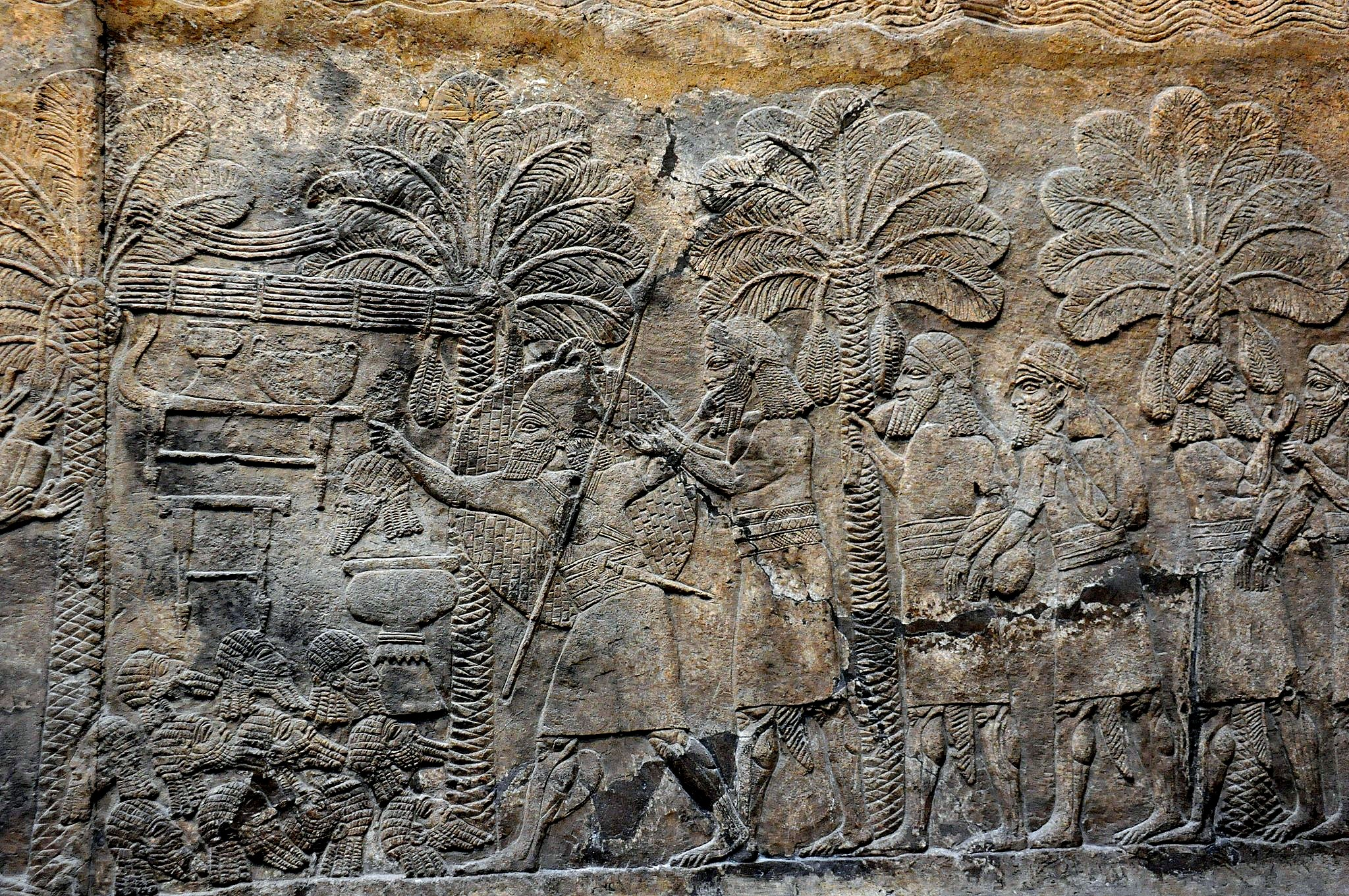
Nemici decapitati nella Mesopotamia meridionale
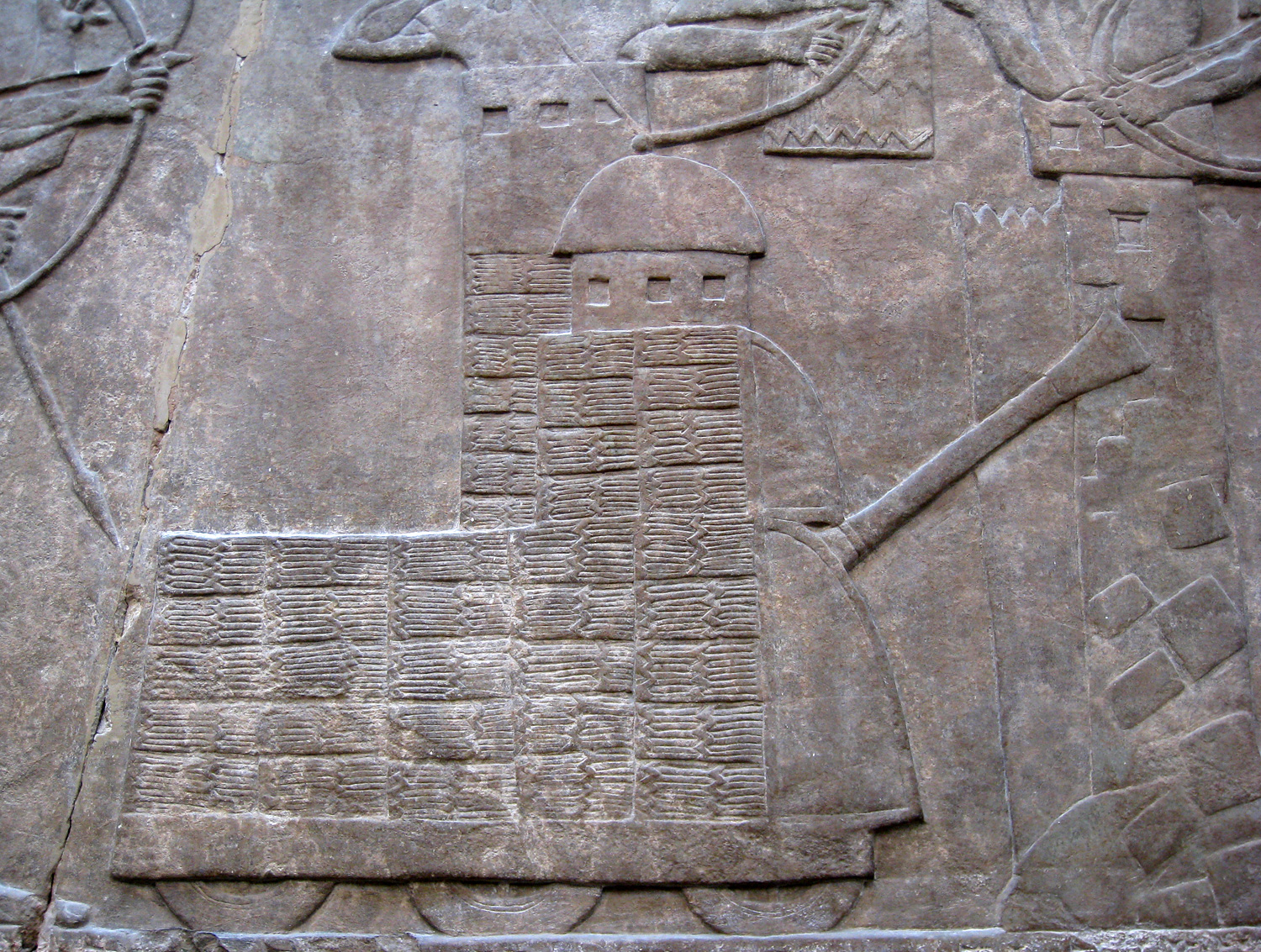
Ariete assiro
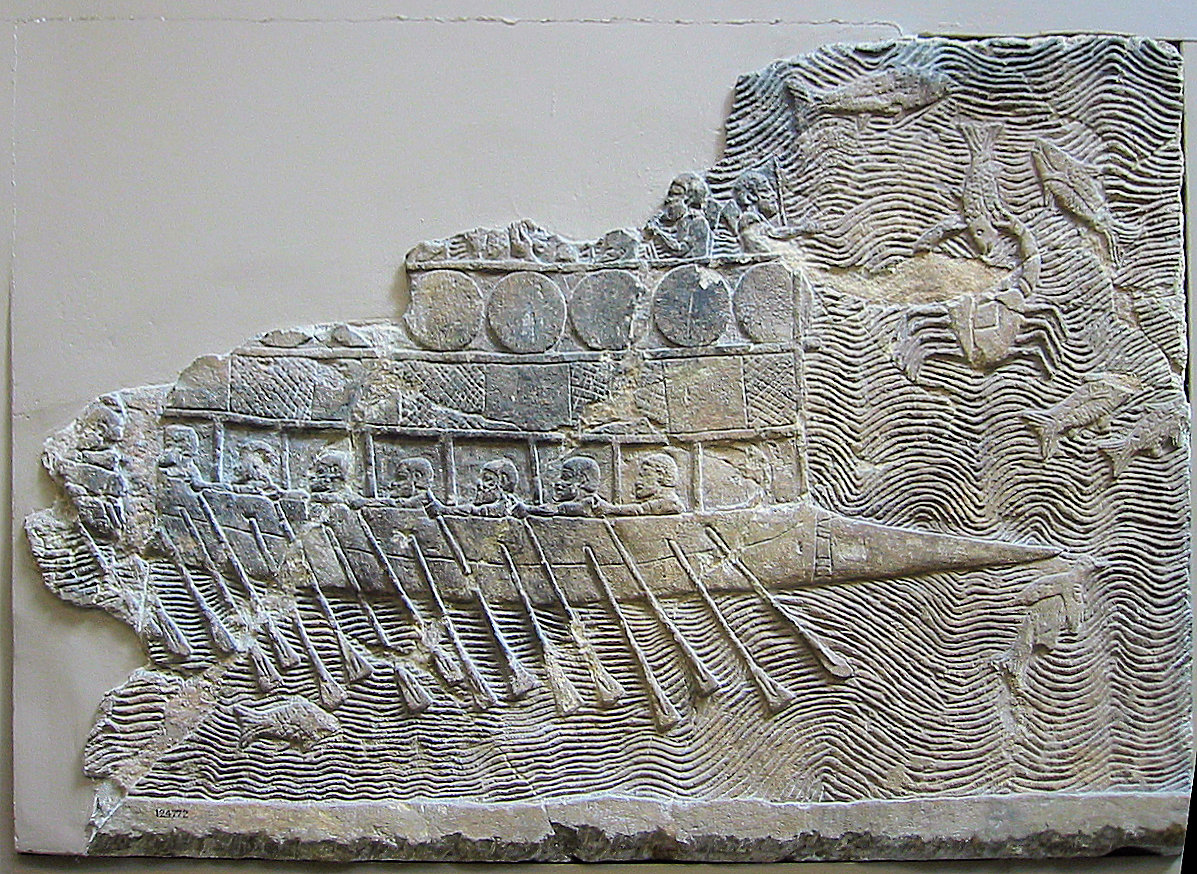
Nave da guerra assira

## Società

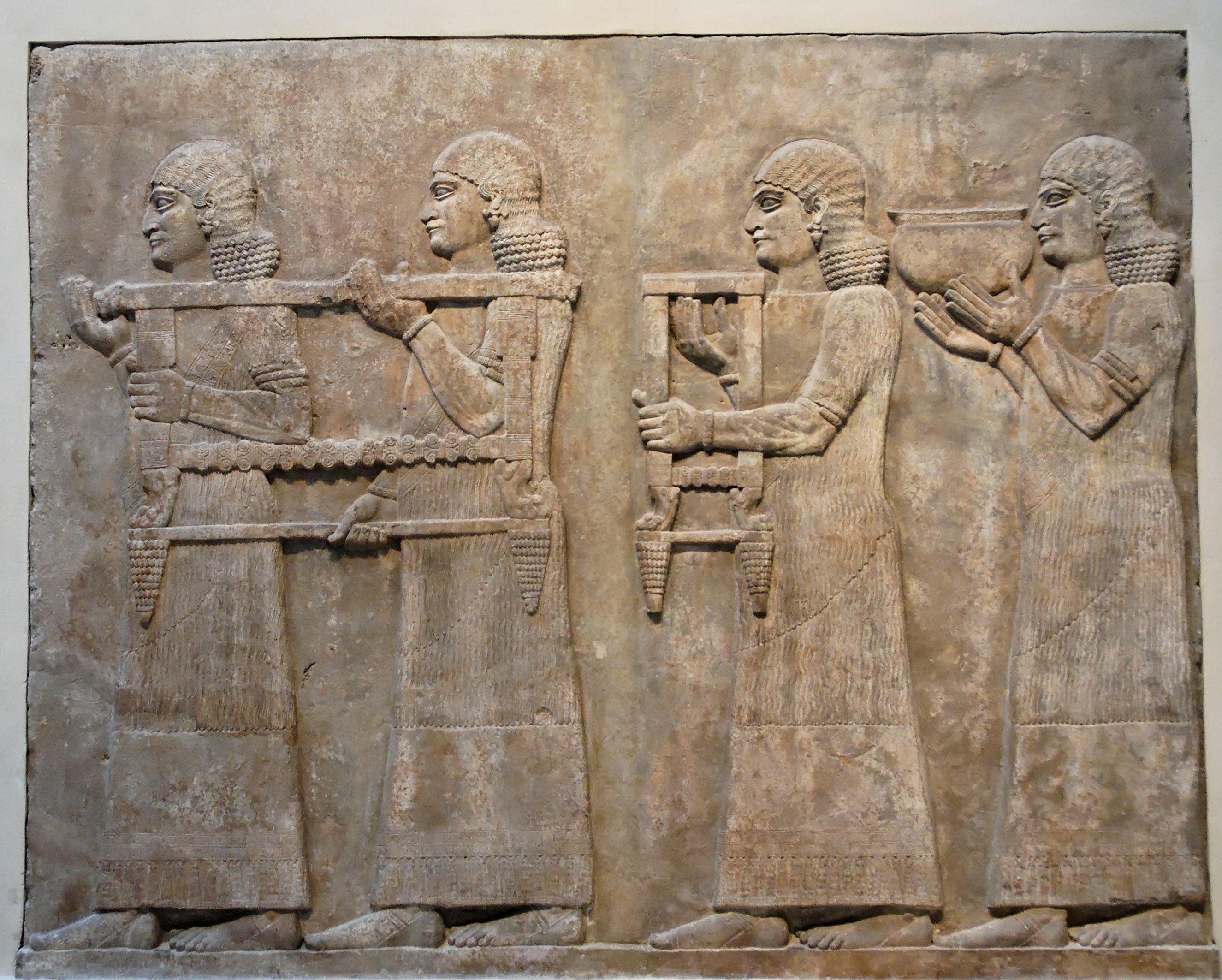
Eunuchi che trasportano tributi di guerra

L'impero neo-assiro era una società guerrafondaia ed espansionista che divenne giocoforza diversificata e multietnica. Un'identità assira non si concretizzò fino a quando Assurnasirpal II iniziò le deportazioni all'interno dell'impero. La maggior parte degli sfollati si stabilì nel cuore urbanizzato dell'impero, portando con sé quella che sarebbe diventata la lingua comune, l'aramaico, il primo fattore unificante. La diffusione dell'aramaico, il c.d. "periodo di aramaizzazione", ne fece la lingua comune dell'impero. Man mano che le persone si stabilirono nella nuova terra, furono esposte a idee culturali assire come "ideologie reali, idee religiose e mitologiche" che "fu propagata incessantemente a tutti i segmenti della popolazione attraverso l'arte imperiale, il culto dell'imperatore, feste e culti di Aššur, Ištar, Nabû, Sîn e altri dèi assiri": la c.d. "assirianizzazione". L'assirianizzazione fu un processo graduale che si verificò attraverso generazioni di matrimoni misti, partecipazione militare e interazione quotidiana con il popolo assiro, cioè coloro che non discendevano dalle generazioni precedenti dei deportati. Attraverso le generazioni di scambi culturali e linguistici si creò un'identità assira omogenea.

### Eunuchi nella élite sociale
Gli eunuchi spesso erano servi del re e lo assistevano in quasi tutti gli aspetti del governo: amministrazione, guerra, riti religiosi. Gli eunuchi reali venivano regolarmente promossi a governatori provinciali e potevano governare le terre con relativa autonomia. Potevano "erigere le proprie stele, anteporre i loro nomi a quello del re e concedere zakatu (status di esenzione fiscale) ai loro sudditi". Avevano anche il diritto di dichiarare guerra ad altri governi e raccogliere qualsiasi tributo che potesse essere il risultato delle conseguenti battaglie.

## Cultura
Molte delle opere più antiche della letteratura mesopotamica sono state preservate dalle copie neo-assire: es. le copie del VII secolo a.C. dell'Epopea di Gilgamesh e dell'Enūma eliš dalla Biblioteca di Assurbanipal a Ninive, così come le versioni neo-assire dell'Atraḫasis.
Il cuneiforme neo-assiro fu lo stadio finale della lunga evoluzione della scrittura cuneiforme, con glifi ridotti nel numero e semplificati nelle forme, tanto che oggi gli inventari dei segni cuneiformi sono generalmente basati sulle forme dei glifi neo-assiri. Il cuneiforme neo-assiro rimase in uso insieme all'alfabeto aramaico fino ai tempi dei Parti. La lingua aramaica dell'VIII secolo a.C. fu adottata come lingua franca dell'Impero Assiro e mantenne tale ruolo nell'Impero Achemenide. Gli scribi assiri sono spesso raffigurati in coppia: uno scrive in accadico sulla tavoletta cuneiforme, l'altro scrive in aramaico sulla pergamena o sul papiro.
Le principali città che esistevano nella stessa Assiria erano Ninive, Assur, Nimrud, Sippar, Òpis, Arrapha, Harran, Arbela (Erbil) ed Ekallatum. Al di fuori dell'Assiria vera e propria, le principali città periodicamente dominate dagli Assiri furono Babilonia, Damasco, Tebe (Egitto), Menfi (Egitto), Tiro (Libano), Sidone, Ecbatana, Ḫattuša, Gerusalemme, Susa, Persepoli, Karkemiš, Sardi, Ur, Uruk, Nippur e Antiochia.
Alla fine dell'età del bronzo, Ninive era molto più piccola di Babilonia ma pur una delle principali città del mondo (circa 33 000 ab.). Alla fine del periodo neo-assiro, aveva raggiunto una popolazione di circa 120 000 abitanti ed era forse la città più grande del tempo.
Tutti i cittadini maschi liberi erano obbligati a prestare servizio nell'esercito per un certo periodo, un sistema che era chiamato <i>ilku</i>. Il codice di legge assiro fu compilato in questo periodo.

### Esplicative
1. ↑  sumero-accadico: 𒆳𒀭𒊹𒆠 KUR AN-ŠARKI2; lo stesso nel cuneiforme assiro del Cilindro Rassam (regno di Assurbanipal):  KUR AN-ŠARKI2,[2][3] pronunciato mat Aushar ki o mat Ashshur ki mat Aššur ki e significante "Il paese della città del dio Assur";[4][5][6][7] anche foneticamente in altra iscrizione di Assurbanipal  mat aš-šur (sumerico: 𒆳𒀸𒋩)[8] o  aš-šur ki (sumerico 𒀸𒋩𒆠)[9] anche  mat da-šur nella Lettera di Amarna EA 15 datata al 1340 a.C. circa
2. ↑   R.N. Frye, Assyria and Syria: Synonysms, in Journal of Near Eastern Studies, 1992.: L'antico impero assiro è stato il primo vero impero della storia. Cosa voglio dire, aveva molti popoli diversi inclusi nell'impero, tutti che parlavano aramaico e diventavano quelli che possono essere chiamati "cittadini assiri". Quella è stata la prima volta nella storia che abbiamo avuto questo. Ad esempio, i musicisti elamici furono portati a Ninive, e furono "fatti assiri", il che significa che l'Assiria era più di un piccolo paese, era l'impero, l'intera Mezzaluna Fertile.
3. ↑   Hirad D, More alike than different, su iranian.com. : Il dare e avere culturale ha influenzato molte cose, alcune delle quali sono la scrittura cuneiforme e la costruzione di ziggurat che i successivi Assiri e i Persiani Achemenidi ereditarono. Gli Assiri per la maggior parte furono responsabili della distruzione della civiltà elamica ma gli Assiri influenzarono le culture dei Medi e di Urartu e l'influenza di Elam sopravvisse tra i Medi e i Persiani. I vari popoli di lingua iraniana che erano entrati in quello che ora è il Caucaso, l'Iran, l'Afghanistan e l'Asia centrale dal 4.000 a.C. circa, furono pesantemente influenzati dagli Elamiti aborigeni, dai babilonesi semitici e dagli assiri. Questa differenza può essere notata soprattutto quando si considerano gli altri popoli di lingua iraniana che vivevano in Eurasia, come Sciti e Sarmati, che s'intrecciarono con le popolazioni slave e la cui cultura era molto diversa da quella delle tribù iraniane che si stabilirono nell'Altopiano iranico. Quindi già in quel lontano passato l'Iran (geograficamente parlando) fu multietnico.
4. ↑  Parpola : Quando l'Impero seleucide si disintegrò alla fine del II secolo a.C., i suoi resti occidentali furono annessi a Roma, mentre diversi regni semi-indipendenti di stampo e/o identità decisamente assiri (Osrhoene, Adiabene, Hatra, Assur) apparvero in Oriente sotto il dominio dei Parti. Questi regni perpetuavano le tradizioni culturali e religiose assire ma erano anche ricettivi al cristianesimo, le cui idee centrali erano in linea con i principi cardine della religione e dell'ideologia assira e che era percepito come intrinsecamente assiro a causa dell'affinità [culturale] aramaica di Gesù e dei suoi discepoli.

### Bibliografiche
1. ↑   Taagepera R, Size and Duration of Empires: Growth-Decline Curves, 600 B.C. to 600 A.D, in Social Science History, vol. 3, 1979,  p. 121, DOI:10.2307/1170959, JSTOR 1170959.
2. ↑  Nome utilizzato nelle iscrizioni neo-babilonesi come nel Cilindro Rassam di Assurbanipal
3. ↑  Trascrizione del Cilindro Rassam in  CDLI-Archival View, su cdli.ucla.edu.
4. ↑  "La terra d'Assiria che nella letteratura assiro-babilonese è chiamata mat Aššur (ki), “Terra di Ashur”, deve il suo nome all'antica città di Aššur"  Encyclopædia Britannica, Volume II Slice VII - "Assur" entry, 1911.
5. ↑   rinap/rinap4, su oracc.museum.upenn.edu.
6. ↑  "Il nome Anshar, poi Aushar e alla fine Ashshur fu prima applicato alla città e poi al territorio" in (EN) Sayce AH, History of Egypt, Chald_a, Syria, Babylonia, and Assyria, Volume 6 (of 12), Library of Alexandria, 2005,  p. 223, ISBN 978-1-4655-4330-1.
7. ↑  (EN) Pongratz-Leisten B, Religion and Ideology in Assyria, Walter de Gruyter GmbH & Co KG, 2015,  p. 110, ISBN 978-1-61451-426-8.
8. ↑  (FR) A. Quentin, Inscription Inédite du Roi Assurbanipal: Copiée Au Musée Britannique le 24 Avril 1886, in Revue Biblique (1892-1940), vol. 4, 1895,  p. 554, ISSN 1240-3032 (WC · ACNP), JSTOR 44100170.
9. ↑   Sumerian dictionary entry: Aššur [ASSYRIA] (GN), su oracc.iaas.upenn.edu. URL consultato l'11 gennaio 2022 (archiviato dall'url originale il 1º marzo 2020).
10. 1 2  Frahm, p. 192.
11. ↑   Joan Oates, The fall of Assyria (635–609 B.C.), in The Cambridge Ancient History, Cambridge University Press, 28 marzo 2008. URL consultato l'11 gennaio 2022.
12. ↑   E. Pollard, R. Tignor e C. Rosenberg, Worlds Together, Worlds Apart, W.W. Norton & Company, 2015,  p. 128, ISBN 978-0-393-92207-3.
13. ↑   Joshua J. Mark, Neo-Assyrian Empire, su worldhistory.org, World History Encyclopedia, 30 giugno 2014. URL consultato l'11 gennaio 2022.
14. ↑   Assyrian Eponym List, su livius.org. URL consultato il 17 novembre 2020 (archiviato dall'url originale il 14 novembre 2016).  Limmu List (Middle Bronze Age), su livius.org. URL consultato l'11 gennaio 2022.  Limmu list, su livius.org. URL consultato l'11 gennaio 2022.
15. ↑   H. Tadmor, The Inscriptions of Tiglath-Pileser III, King of Assyria, 1994,  p. 29.
16. ↑   Assyria, su ancient.eu. URL consultato l'11 gennaio 2022.
17. 1 2 3   "Neo-Assyria", Colorado State University, su cemml.colostate.edu. URL consultato il 17 novembre 2020 (archiviato dall'url originale il 18 novembre 2018).
18. 1 2  "Assyria, 1365–609 B.C." in Heilbrunn Timeline of Art History Department of Ancient Near Eastern Art, The Metropolitan Museum of Art, New York, (originally published October 2004, last revised April 2010,)
19. ↑  Boardman, John and Edwards I. E. S., The Cambridge Ancient History, Cambridge University Press, 1982 ISBN 9780521224963
20. ↑  (EN) The British Museum,  https://www.britishmuseum.org/collection/object/W_N-1035.
21. 1 2 3   Parpola S, National and Ethnic Identity in the Neo-Assyrian Empire and Assyrian Identity in Post-Empire Times (PDF), in Journal of Assyrian Academic Studies, vol. 18, n. 2, 2004. URL consultato il 17 novembre 2020 (archiviato dall'url originale il 22 maggio 2020).
22. ↑   kchanson.com,  http://www.kchanson.com/ANCDOCS/meso/obelisk.html.
23. ↑  (EN) Jones CM, Old Testament Illustrations, CUP Archive, 1971,  p. 77.
24. ↑  ABC, 1 Col.1:5.
25. ↑  ABC, 1 Col.1:21.
26. ↑  ABC, 1 Col.1:27.
27. ↑  Re II  2Re 17.1-6, su laparola.net.,  2Re 17.24, su laparola.net.;  2Re 18.7, su laparola.net.,  2Re 18.9, su laparola.net.
28. ↑  Re II  2Re 20.12, su laparola.net.
29. ↑  ABC, 1 Col.1:31-37.
30. ↑  ABC, 1 Col.1:41-42.
31. ↑  ABC, 1 Col.2:1-3.
32. ↑  Re II  2Re 18.13, su laparola.net.,  2Re 19.37, su laparola.net.; Isaia  Isaia 7.17, su laparola.net.,  Isaia 18, su laparola.net.
33. 1 2   ancient.eu,  https://www.ancient.eu/Neo-Assyrian_Empire/.
34. ↑  Re II  2Re 18-19, su laparola.net.
35. ↑  ABC, 1 Col.2:12-23.
36. ↑  ABC, 1 Col.2:26-31.
37. ↑  ABC, 1 Col.2:36-45.
38. ↑  ABC, 1 Col.2:46-Col.3:6.
39. ↑  ABC, 1 Col.3:13-24.
40. ↑   Dalley S, Esther's revenge at Susa, 29 novembre 2007,  pp. 63-66, ISBN 978-0-19-921663-5.
41. ↑  Re II  2Re 19.37, su laparola.net.; Isaia  Isaia 37.38, su laparola.net.; Cronache  Cronache 32.21, su laparola.net..
42. ↑  ABC, 1 Col.3:39-42.
43. ↑  ABC, 14: 1-4.
44. ↑  ABC, 1 Col.4:25; ABC, 14:28-29
45. ↑  ABC, 1 Col.4:30-33; ABC, 14:31-33, 37
46. ↑  ABC, 1 Col.4:34-36; ABC, 14:34-39
47. 1 2  Grant RG (2005), Battle a Visual Journey Through 5000 Years of Combat, Londra, Dorling Kindersley, p. 19.
48. ↑   Schneider AW e Adalı SF, "No harvest was reaped": demographic and climatic factors in the decline of the Neo-Assyrian Empire, in Climatic Change, vol. 127, 3–4, 2014,  pp. 435-446, DOI:10.1007/s10584-014-1269-y.
49. ↑  Schuster R (2015) "Assyrian Empire was destroyed by drought and crowding, study says", Haaretz
50. ↑   Sinha A, Kathayat G e Weiss H, Role of climate in the rise and fall of the Neo-Assyrian Empire, in Science Advances, vol. 5, n. 11, 2019,  pp. eaax6656, DOI:10.1126/sciadv.aax6656, PMID 31763452.
51. ↑   Copia archiviata, su nineveh.com. URL consultato il 17 novembre 2020 (archiviato dall'url originale il 21 ottobre 2019).
52. ↑  http://www.aina.org/articles/ttaasa.pdf
53. ↑   ancient.eu,  https://www.ancient.eu/assyria/.
54. 1 2 3  Parker BJ (2001), The Mechanics of Empire: The Northern Frontier of Assyria as a Case Study in Imperial Dynamics, University of Helsinki, The Neo-Assyrian Text Corpus Project.
55. ↑  Mattila R (2000), The King’s Magnates: A Study of the Highest Officials of the Neo-Assyrian Empire, University of Helsinki, The Neo-Assyrian Text Corpus Project.
56. ↑   Radner K, The King's Road – the imperial communication network, su ucl.ac.uk, 2012.
57. ↑  Hart-Davis A (2012), History: the Definitive Visual Guide: from the Dawn of Civilization to the Present Day, New York, DK Pub., p. 80.
58. ↑  (SV) Burenhult G, Bra böckers encyklopedi om människans historia. 5, Civilisationens vaggor: tidiga högkulturer i esopotamien, Egypten och Asien,  p. 37, ISBN 91-7133-171-9, OCLC 186397556.
59. ↑   Grant RG, Battle a Visual Journey Through 5000 Years of Combat, Londra, Dorling Kindersley, 2005. p. 12
60. ↑  Grant, p. 13.
61. 1 2 3  Healy, p. 19.
62. ↑  Healy, p. 17.
63. 1 2 3 4  Healy, p. 18.
64. ↑  (EN) Omar N'Shea e N'Shea Omar, Royal Eunuchs and Elite Masculinity in the Neo-Assyrian Empire, in Near Eastern Archaeology, vol. 79.
65. ↑  (EN) Krejci J, Before the European Challenge: The Great Civilizations of Asia and the Middle East, SUNY Press, 1990,  p. 34, ISBN 978-0-7914-0168-2.

### Fonti
- Cronache babilonesi - ed. standard in (EN) Grayson AK, Assyrian and Babylonian Chronicles, 1975, ISBN 978-1-57506-049-1.

### Studi
In italiano
- Mario Liverani, Antico Oriente: storia, società, economia, nuova ed., Bari-Roma, Laterza, 2009  [1988], ISBN 978-88-420-9041-0.
- Vincenzo Mistrini, Gli assiri : la prima superpotenza dell'Oriente Antico, Gorizia, LEG, 2022.

In altre lingue
- (EN) E. Frahm, A Companion to Assyria, John Wiley & Sons, 2017, ISBN 978-1-4443-3593-4.
- (EN) M. Healy, The Ancient Assyrians[collegamento interrotto], Londra, Osprey Publishing, 1991, ISBN 1-85532-163-7, OCLC 26351868.